# Francisco de Zurbarán
Francisco de Zurbarán (1598 à Fuente de Cantos–1664 à Madrid) est un peintre du Siècle d'or espagnol. Contemporain et ami de Diego Vélasquez, Zurbarán se distingue dans les peintures religieuses — où son art révèle une grande force visuelle et un profond mysticisme — et il devient un artiste emblématique de la Contre-Réforme.
D'abord très marqué par Le Caravage, son style austère et sombre évolue pour se rapprocher des maîtres maniéristes italiens. Ses représentations s'éloignent du réalisme de Vélasquez et ses compositions s'éclaircissent dans des tons plus acides.

## Biographie

### Le génie précoce

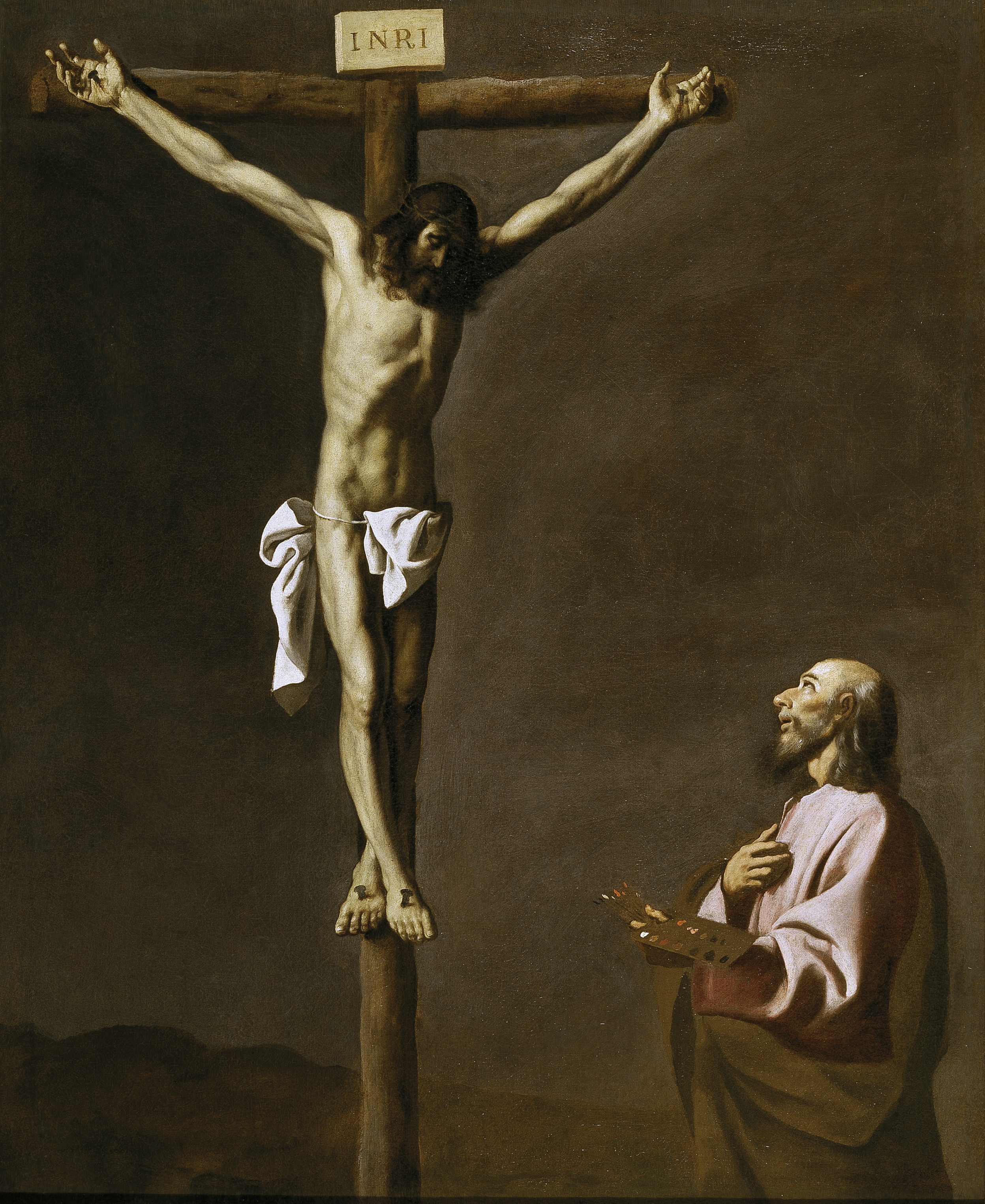
Saint Luc en peintre devant la Crucifixion1635-1640Musée du Prado, Madrid.

Francisco de Zurbarán est baptisé le 7 novembre 1598 à Fuente de Cantos (Badajoz). Deux autres grands peintres du Siècle d'or espagnol naîtront peu après : Diego Vélasquez (1599-1660) et Alonso Cano (1601–1667).
À quatorze ans, Zurbarán est placé en apprentissage à Séville, dans l'atelier du peintre Pedro Diaz de Villanueva (1564-1654), où Alonso Cano le rejoindra en 1616. Son apprentissage se termine en 1617; cette année-là, il épouse Maria Páez. Il habite alors à Llerena (Estrémadure), où naissent ses enfants, Maria, Juan (son fils est peintre dans son atelier, il meurt au cours de la grande peste de 1649) et Isabel Paula. Après le décès de sa femme, il se remarie vers 1625 avec Beatriz de Morales. Nous savons qu'il est déjà connu en 1622, puisque, par contrat, il s'engage à peindre un retable pour une église de sa ville natale.
En 1626, il signe devant notaire un nouveau contrat avec la communauté des Frères prêcheurs de l'ordre dominicain de San Pablo de Real, à Séville : il doit exécuter vingt-et-un tableaux en huit mois. En 1627, il peint Le Christ en croix, son œuvre est admirée et le conseil municipal de Séville lui propose de venir s'installer dans la ville en 1629.
Dans ce tableau, l'impression de relief est saisissante. Le Christ est cloué sur une croix au bois mal équarri. Le linge blanc, lumineux, qui lui ceint la taille, avec son drapé savant et déjà baroque, contraste dramatiquement avec les muscles souples et bien formés du corps. Le visage fin s'incline sur l'épaule gauche. La souffrance semble dépassée et laisse place à un ultime songe de Résurrection, dernière pensée d'une vie promise dont le corps, non plus torturé, mais déjà glorieux, se fait le signe.
Comme pour le Christ crucifié de Vélasquez (peint vers 1630, plus raide et plus symétrique), les pieds sont ici cloués séparément. À cette époque, des ouvrages parfois monumentaux disputent des représentations de la Crucifixion et notamment du nombre de clous. Par ailleurs, après les décrets tridentins, l'esprit de la Contre-Réforme s'oppose aux grandes mises en scène et oriente les artistes vers des représentations du Christ seul. Enfin, des théologiens soutiennent que le corps de Jésus et celui de Marie ne pouvaient être que parfaits. Zurbarán adopte ces leçons. Il s'affirme à vingt-neuf ans comme un maître incontestable.

### Le maître sévillan

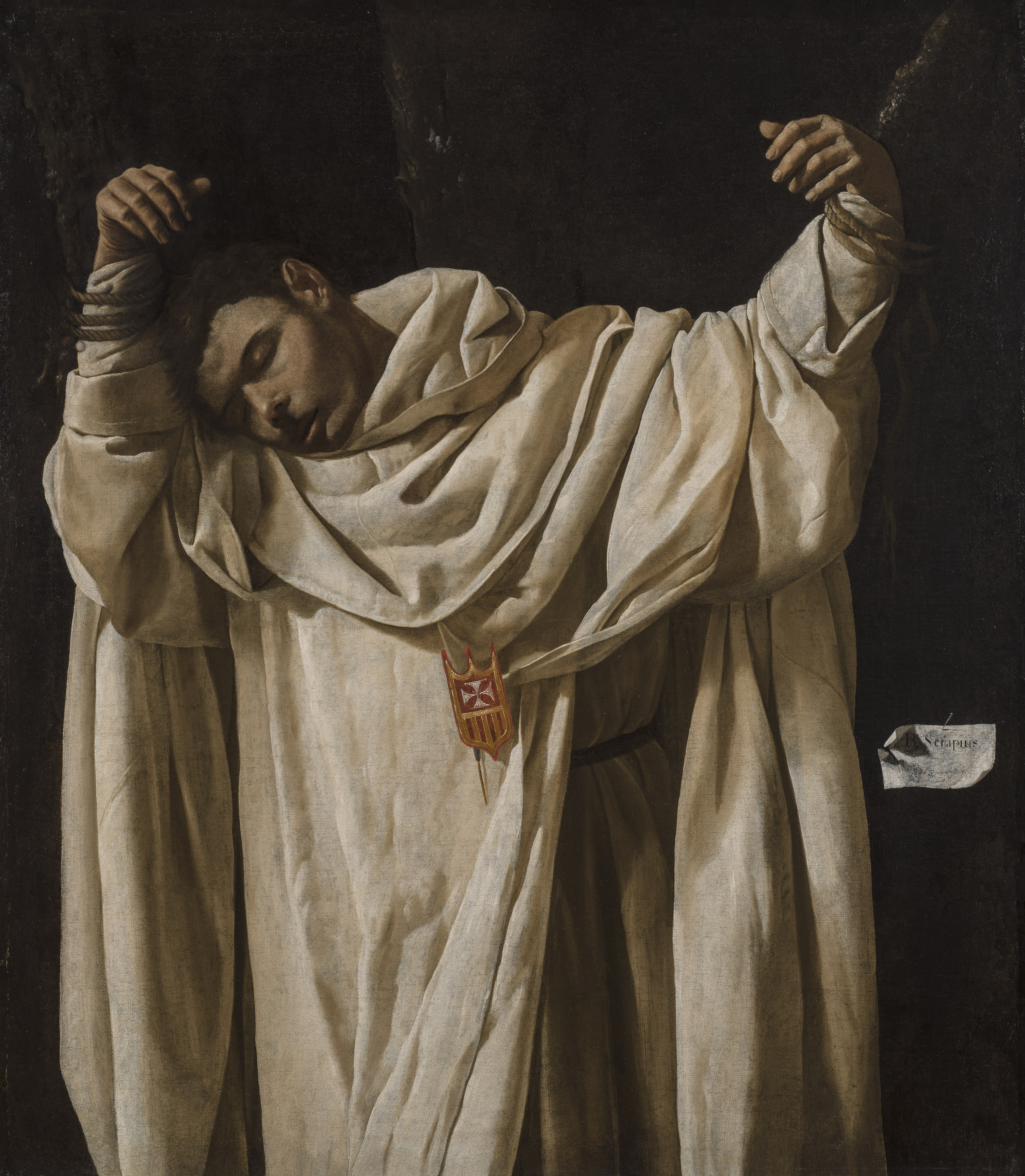
Saint Sérapion1628Wadsworth Atheneum, Hartford.

Se disant toujours pintor de imagineria (peintre d'images, de statues), Zurbarán signe un nouveau contrat en 1628 avec le couvent de Nuestra Señora de la Merced (en) Calzada (Notre-Dame de la Merci Chaussée). Il vient alors s'installer à Séville avec sa famille et les membres de son atelier. C'est là qu'il peint Saint Sérapion, un des martyrs mercédaires, martyrisé en 1240 à Alger.
Les religieux mercédaires (appartenant à l'ordre de Notre-Dame-de-la-Merci), en plus des vœux traditionnels, prononçaient un « vœu de rédemption ou de sang » qui les engageait à donner leur vie pour le rachat des esclaves chrétiens en danger de perdre leur foi en contrées musulmanes.
Zurbarán parvient à exprimer l'horreur sans représentation d'une seule goutte de sang. Ici, ce n'est plus le sommeil divin précédant la Résurrection. La bouche entrouverte ne laisse pas échapper un cri de douleur, elle signifie l'accablement paroxystique, elle dit dans un souffle, simplement et terriblement, que c'en est trop pour pouvoir continuer à vivre.
Le grand manteau blanc, presque en trompe-l'œil, occupe la plus grande partie du tableau. Si l'on retire l'emplacement du visage, le rapport entre la surface totale et celle de ce vaste espace blanc est exactement le Nombre d'or.
Se proclamant lui-même « maître peintre de cette cité de Séville », Zurbarán s'attire la jalousie de certains, dont Alonso Cano, à qui Zurbarán n'en voudra pas. Refusant de passer les examens qui lui donneraient droit au titre, il estime que son œuvre et la reconnaissance des grands a plus de valeur que celle de quelques membres plus ou moins aigris de la corporation des peintres. Il trouve ses commanditaires parmi les familles nobles de mécènes andalous et les grands couvents qu'elles protègent, ainsi que chez les Jésuites.

### La gloire nationale

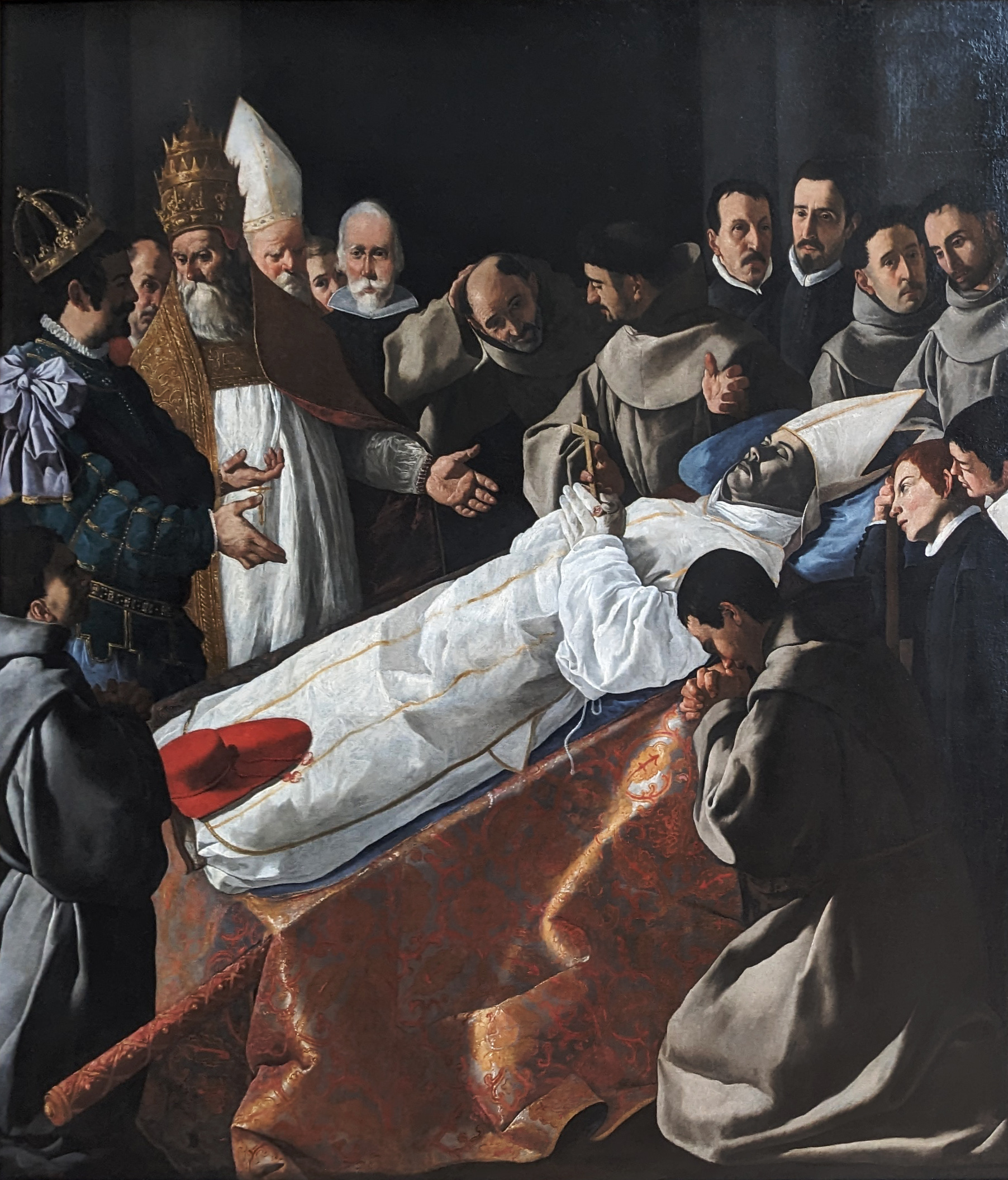
L'Exposition du corps de saint Bonaventure1629Musée du Louvre, Paris.

En 1634, il effectue un voyage à Madrid. Ce séjour est déterminant dans l'évolution de sa peinture. Il retrouve son ami sévillan Diego Vélasquez, dont il médite les œuvres. Il peut voir les œuvres de peintres italiens travaillant à la cour d'Espagne, comme Angelo Nardi et Guido Reni. Zurbarán, dès lors, renonce au ténébrisme de ses débuts ainsi qu'à ses velléités de caravagisme (dont on peut voir un exemple notamment dans les visages des adolescents dans la partie droite de L'Exposition du corps de saint Bonaventure). Ses ciels vont devenir plus clairs, les tons moins contrastés.
Doté du titre de « Peintre du Roi », il revient peindre à Llerena pour l'église Notre-Dame de la Grenade. Par dévotion personnelle à la Vierge Marie, il offre de travailler sans être payé. Les commandes deviennent de plus en plus nombreuses : Nuestra Señora de la Defensión, la Chartreuse (Cartuja) de Jerez de le Frontera, l'église San Roman de Séville.
À l'intérieur des terres, sur les rives du Guadalquivir, Séville est l'un des grands ports européens. La cité vit du commerce avec les Amériques. Les galions apportent l'or, et repartent avec les produits espagnols, et entre bien d'autres choses, des œuvres d'art. On sait qu'en 1638, Zurbarán réclame le paiement d'une somme qui lui est due à Lima.
Sa femme, Beatriz, meurt en 1639. Cette année-là, il peint Le Christ à Emmaüs (musée des beaux-arts de Mexico), et Saint François en extase. En 1641, il se remarie avec Mariana de Quadros (femme de Juan), qui décède peu après.

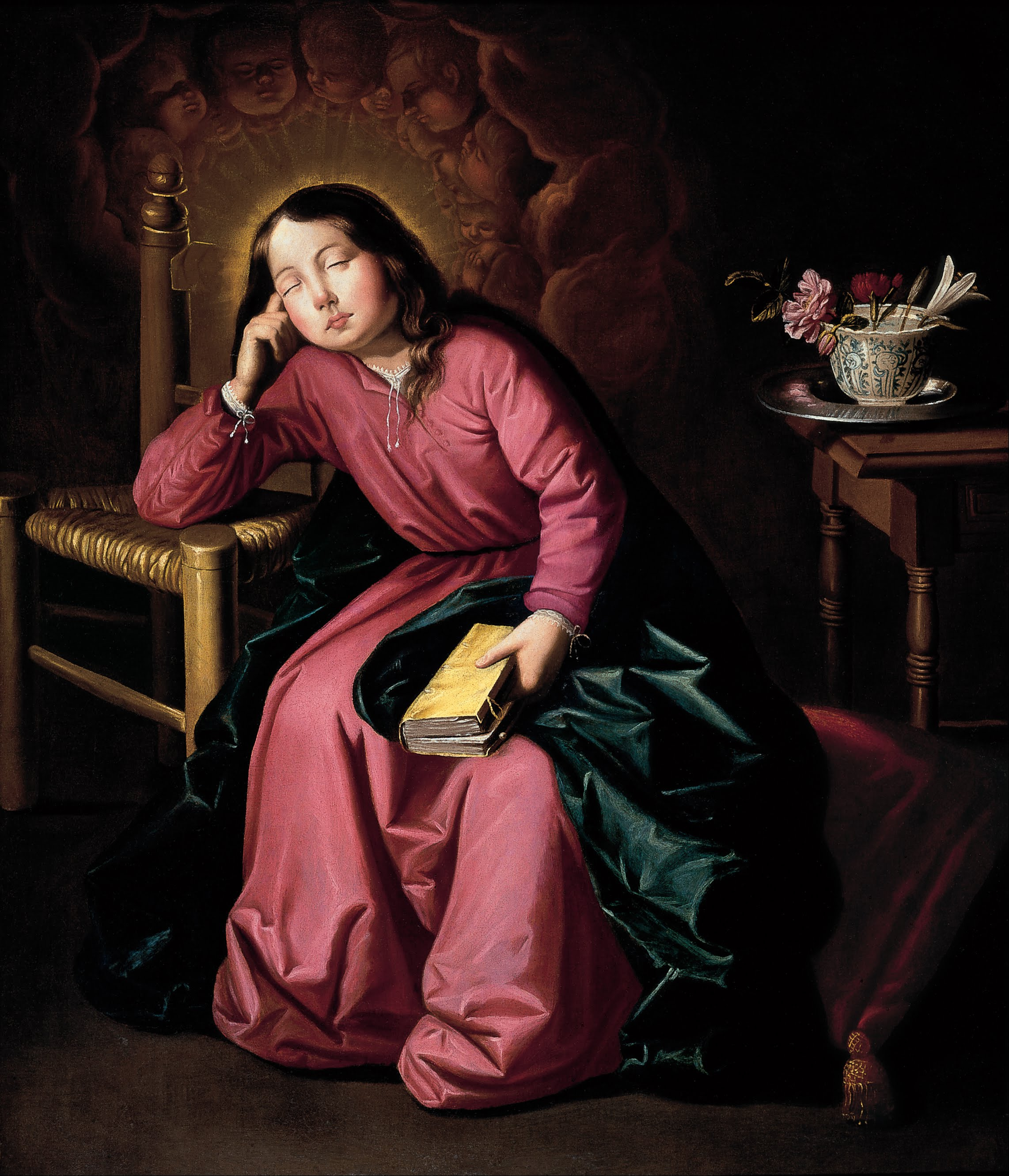
La Vierge enfant.

En janvier 1643, le comte-duc d'Olivares, jusque-là ministre et favori de Philippe IV, est exilé. Il avait beaucoup favorisé les artistes andalous. Cette crise politique s'ajoute à un ralentissement de l'activité commerciale de Séville. Les commandes de tableaux vont donc baisser, mais Zurbarán est toujours apprécié.
En 1644, il épouse Leonor de Tordera. Elle a vingt-huit ans et Zurbarán quarante-six. Ils ont six enfants.
Depuis 1636 au moins, Zurbarán passait des contrats avec l'Amérique du Sud.
En 1647, un couvent péruvien lui commande trente-huit peintures, dont vingt-quatre Vierges grandeur nature. Sur le marché américain, il met également en vente des tableaux profanes, ce qui compense la raréfaction de la clientèle andalouse — dont Murillo, autre peintre sévillan (1618-1682), sera lui aussi victime, et qui explique le départ d'Alonso Cano pour Madrid.

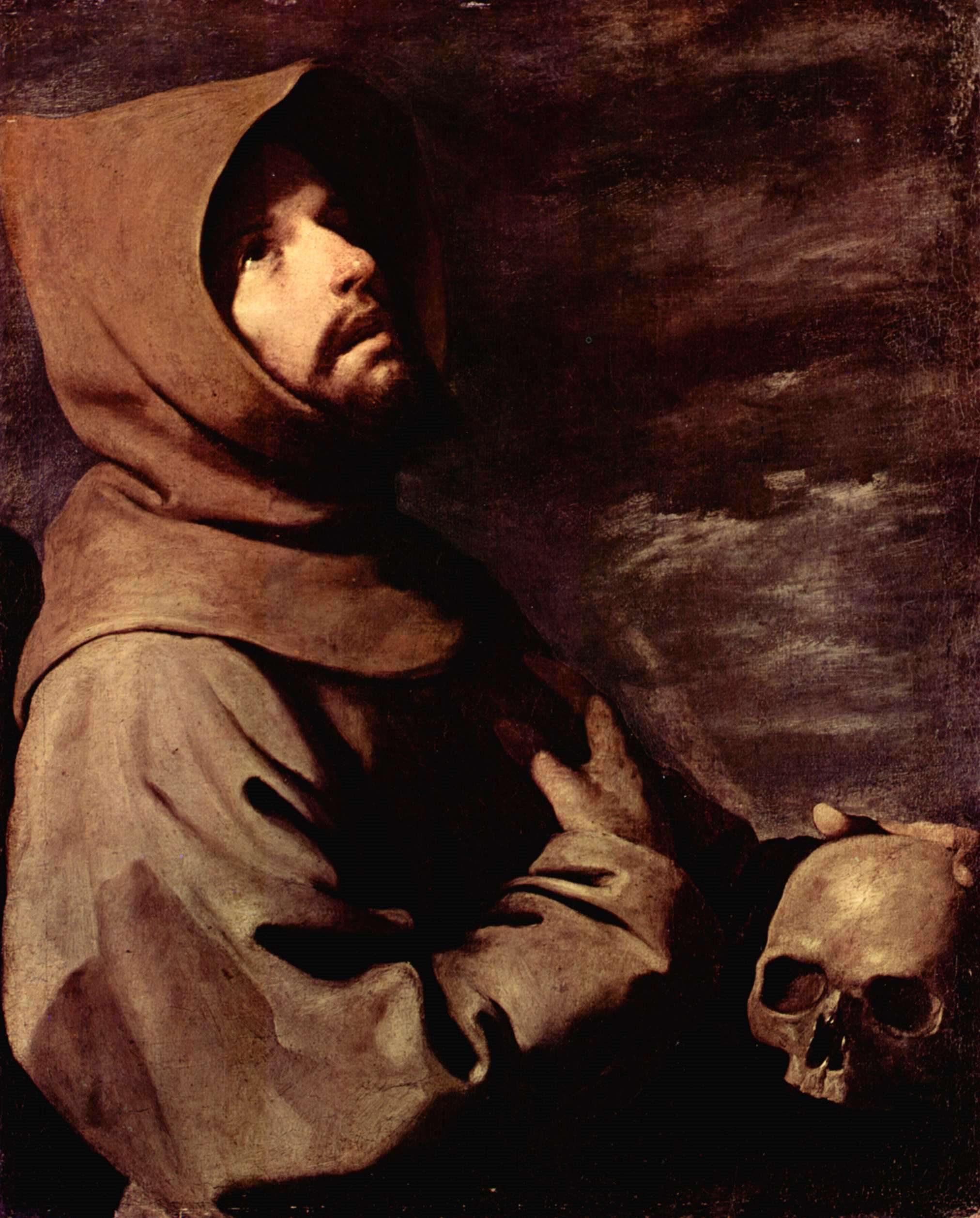
Saint François en extase 1658Alte Pinakothek, Munich.

Ces commandes sont importantes puisqu'on sait, par un contrat retrouvé, que Zurbarán a vendu à Buenos Aires « quinze vierges martyres, quinze rois et hommes célèbres, vingt-quatre saints et patriarches » (tous spécifiés en grandeur nature), et même neuf paysages hollandais.
Zurbarán pouvait donc se permettre d'entretenir un atelier très important avec des apprentis et des assistants.
Son fils Juan, connu pour être un bon peintre de bodegones (scènes de cuisine, de marché et natures mortes) travaille probablement pour son père. Une belle nature morte de Juan Zurbarán se trouve au musée de Kiev.
Au début des années 1650, Zurbarán effectue un nouveau voyage à Madrid. Il peint alors en sfumato, comme en témoignent l'admirable visage de la Vierge dans L'Annonciation (1638) du musée de Grenoble et Le Christ portant sa Croix de 1653 (cathédrale d'Orléans).
En 1658, les quatre plus grands peintres de l'Andalousie, Zurbarán, Vélasquez, Alonso Cano et Murillo, se trouvent à Madrid. Zurbarán témoigne pour l'enquête qui aboutira à l'entrée de Vélasquez dans l'ordre de Santiago. De cette époque datent Le Voile de Véronique (Valladolid, Musée national), Le Repos pendant la fuite en Égypte (musée de Budapest) et Saint François à genoux avec un crâne (Madrid, collection Plácido Domingo). Son ami fidèle Vélasquez meurt en 1660.
Le 27 août 1664, Francisco de Zurbarán meurt à Madrid.

Saint François par Francisco de Zurbarán
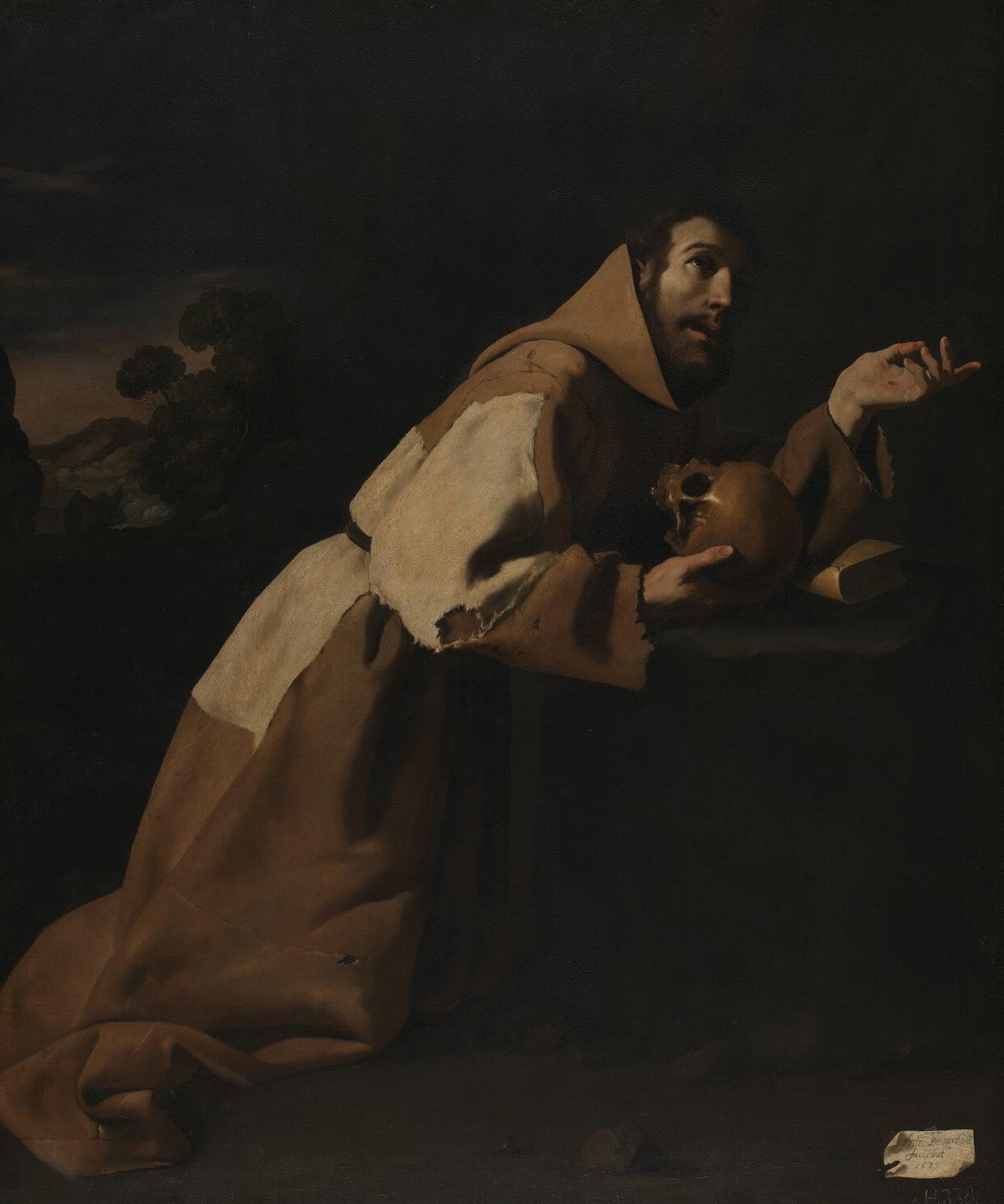
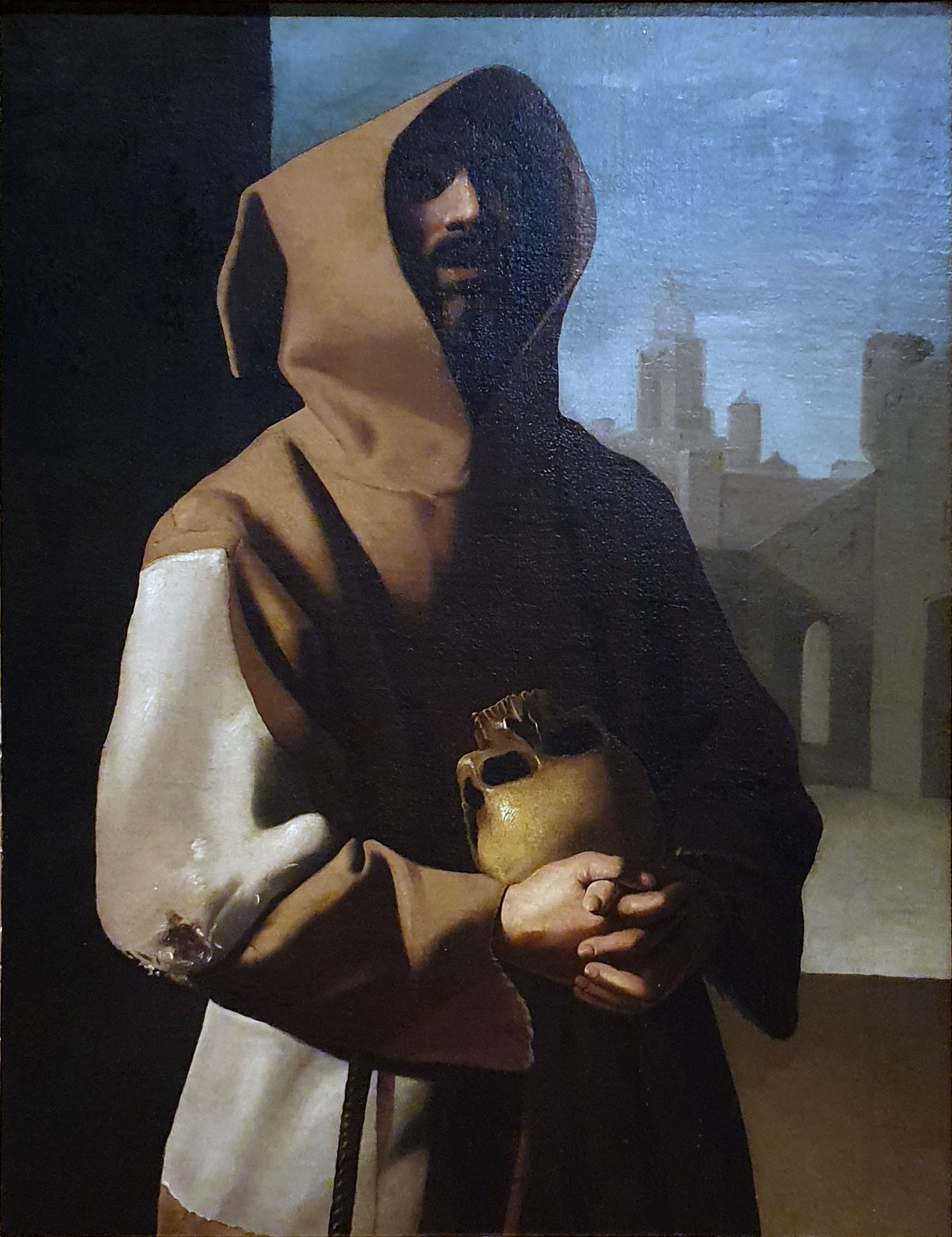
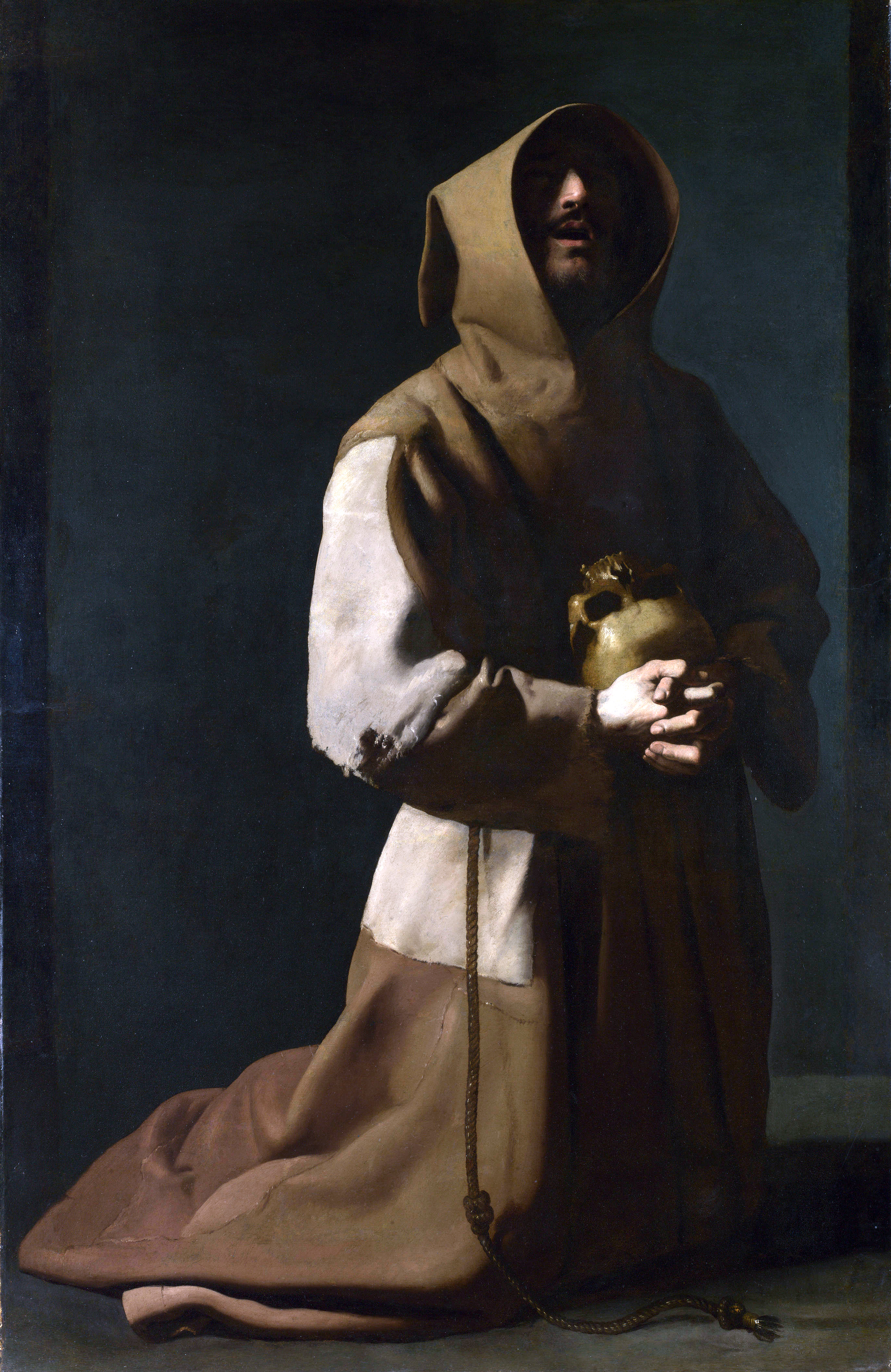
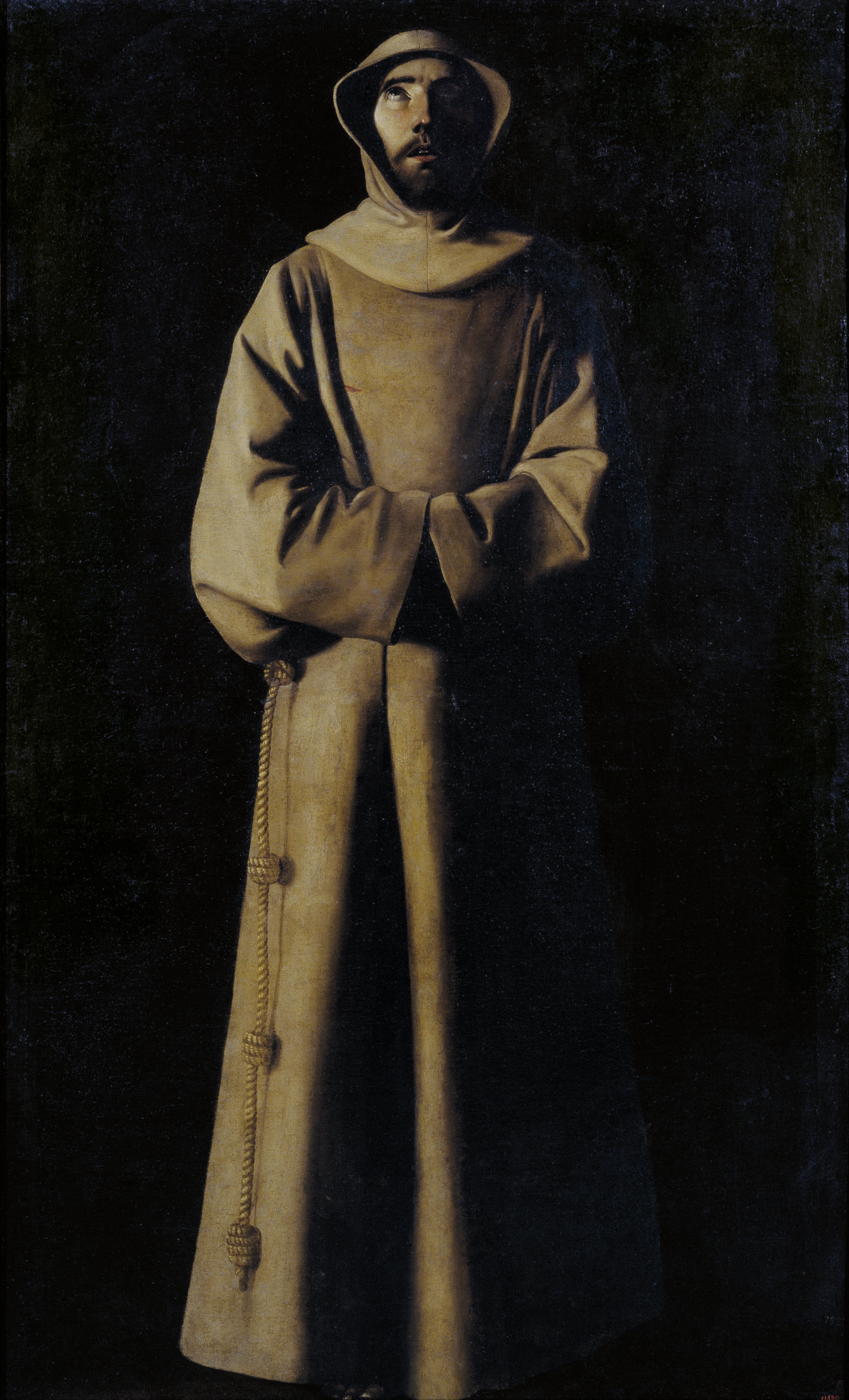

## Contexte historique, commanditaires et thèmes. Le génie dans sa diversité

### L'esthétique et la vie conventuelles à Séville au début duXVIIesiècle

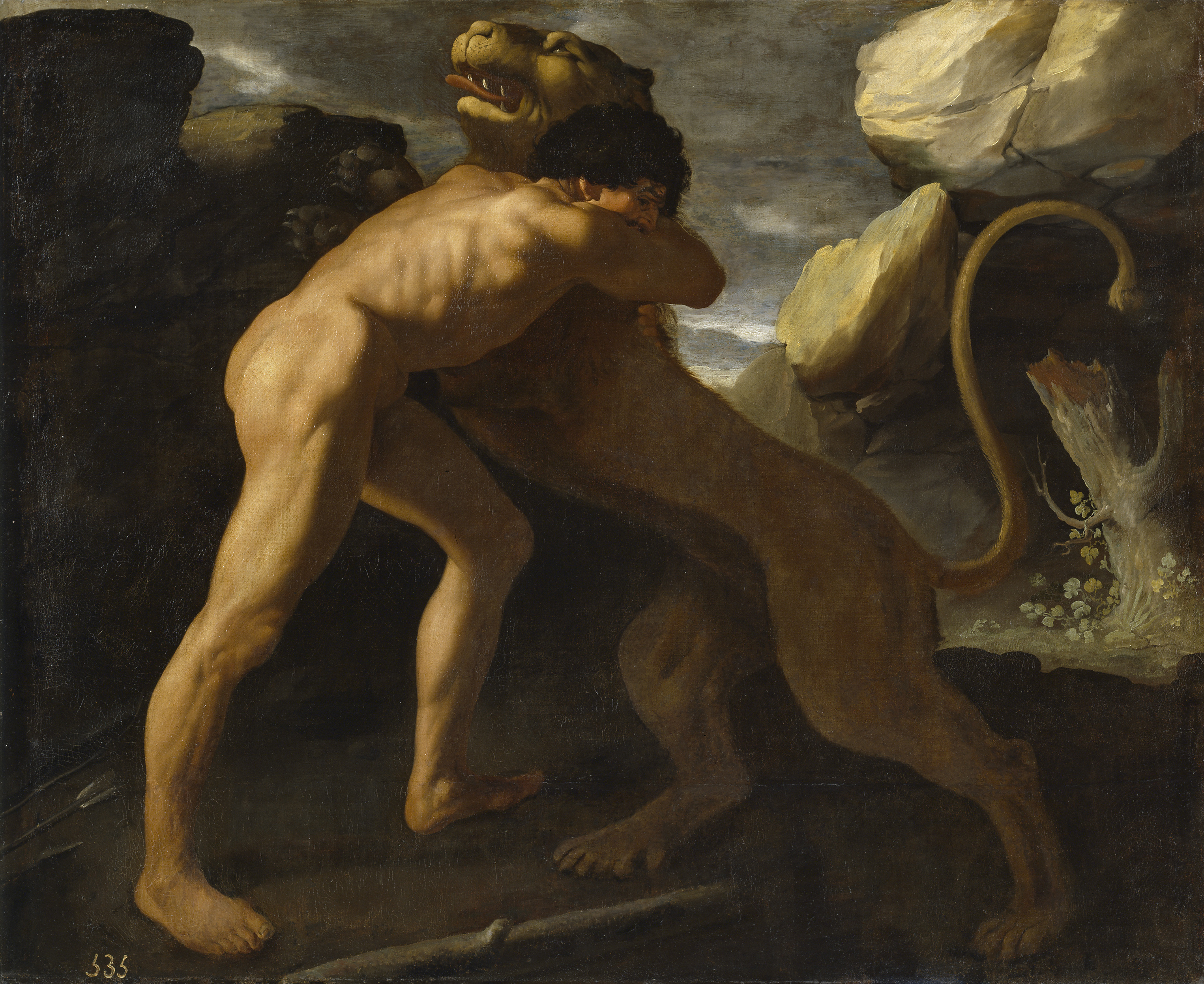
Hercule affrontant le lion de Némée
1634,
Musée du Prado, Madrid.

En 1600, il y avait trente-sept couvents à Séville. Dans les vingt-cinq années qui ont suivi, quinze nouvelles maisons ont été fondées. Les couvents sont de grands mécènes, très exigeants quant à la composition et à la qualité des œuvres. Ainsi, par contrat, Zurbarán accepte que des tableaux lui soient retournés s'ils ne donnent pas satisfaction.
Les religieux et religieuses se montrent très sensibles à la dimension esthétique des représentations, et ils pensent que la beauté est plus stimulante pour l'élévation de l'âme que la médiocrité.
Ces abbés et abbesses sont des personnes cultivées, érudites, raffinées.

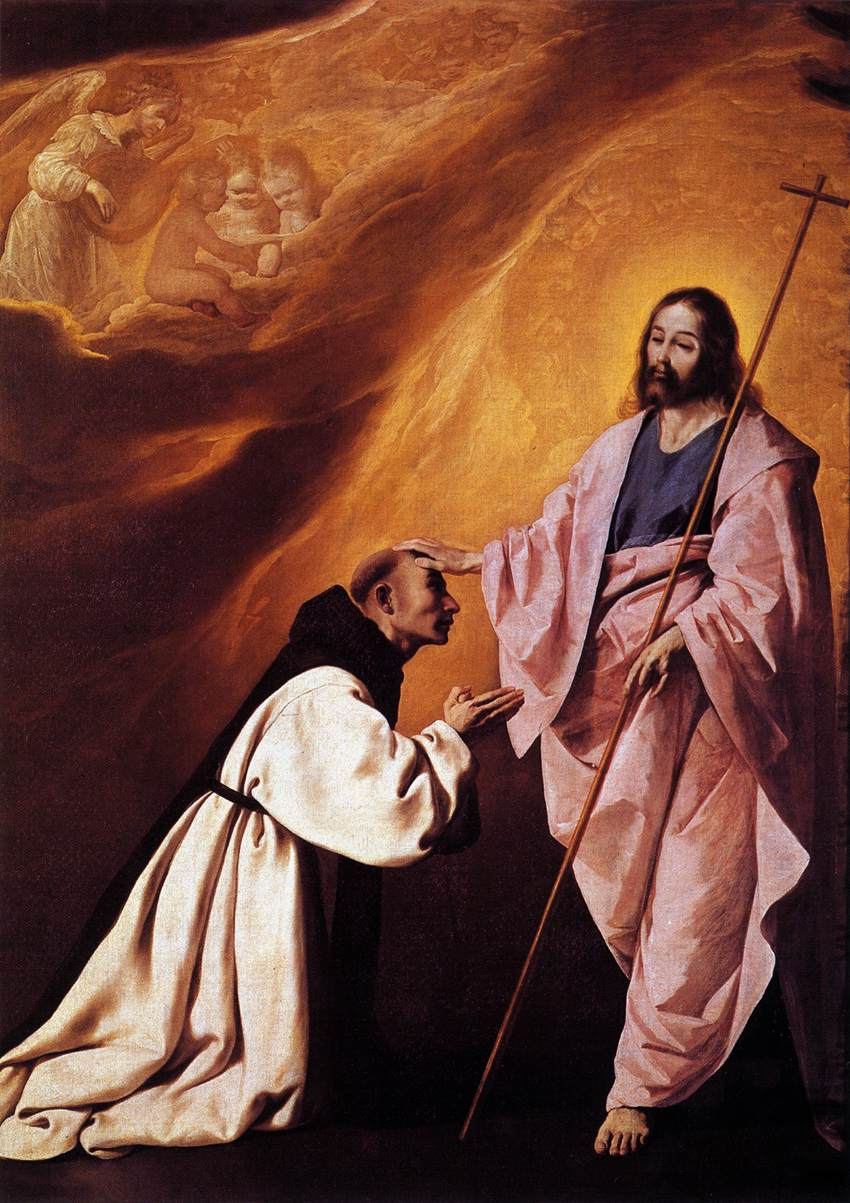
Apparition de Christ à Andrés Salmerón.

Dans l'église, il y a presque toujours un retable comportant des scènes de la vie du Christ. Par ailleurs, au cours du XVIIe siècle, les sacristies — où sont rangés les vêtements sacerdotaux — sont de plus en plus richement décorées. On place des tableaux dans le cloître, le réfectoire, les cellules et souvent les œuvres médiévales sont détruites. Dans la bibliothèque et la salle du chapitre, on trouve plutôt la vie du fondateur et des personnalités importantes de l'ordre.
Ces exigences étant celles de tous les couvents, les peintres de second ordre pouvaient faire des « séries », mais les maîtres reconnus se renouvelaient, approfondissaient leur art et recueillaient les plus nombreuses commandes.

### Les ordres religieux mécènes de Zurbarán

#### L'ordre de la Merci (Merced)

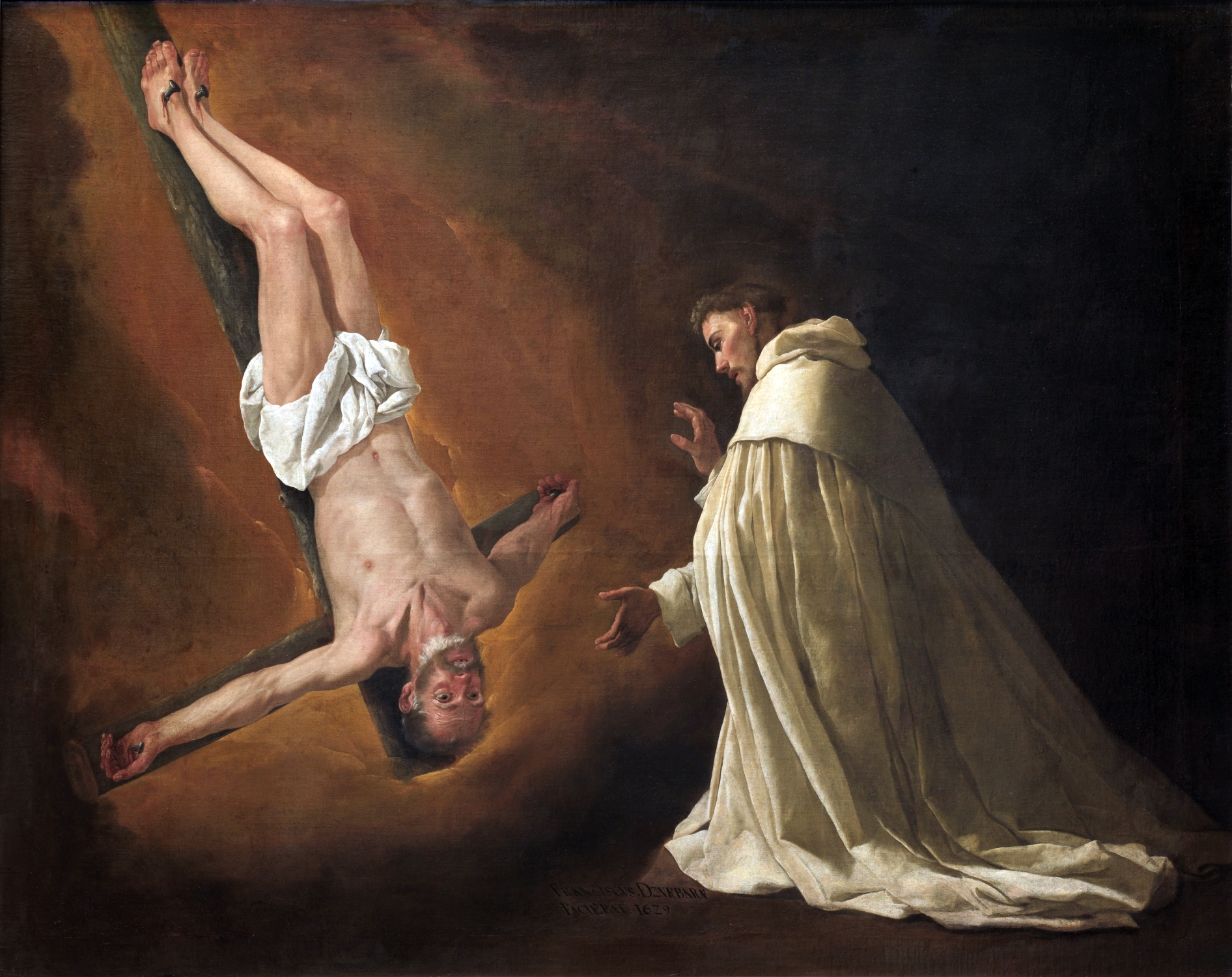
Apparition de saint Pierre à saint Pierre Nolasque
1629
Musée du Prado, Madrid.

L'ordre de Notre-Dame-de-la-Merci est fondé par saint Pierre de Nolasque en 1218 pendant la reconquête. Celui-ci est canonisé en 1628. Nous avons vu que c'est pour ces mercédaires de la Merced Calzada (Merci Chaussée) que Zurbarán peint l'Apparition de saint Pierre à saint Pierre Nolasque. Malgré son désir d'aller à Rome, Pierre de Nolasque ne pouvait s'y rendre. Saint Pierre lui serait apparu, crucifié, et lui aurait dit : « Je suis venu à toi puisque tu ne peux venir à moi ».
Il peint pour le couvent de la Merced Descalza (Merci Déchaussée), à Séville.

#### Le collège franciscain Saint-Bonaventure
Le couvent franciscain est une des plus grandes maisons religieuses de Séville. Son collège est le centre espagnol d'études théologiques pour cet ordre. En 1629, Zurbarán poursuit le cycle de représentations de la vie de Bonaventure de Bagnoregio — le « docteur séraphique » — commencé par Francisco de Herrera le Vieux, et notamment La Visite de saint Thomas d'Aquin à saint Bonaventure (tableau détruit à Berlin en 1945, et qu'il ne faut pas confondre avec le Saint Bonaventure recevant la visite de saint Thomas d'Aquin de l'église San Francisco el Grande à Madrid).

#### La Chartreuse de Jerez

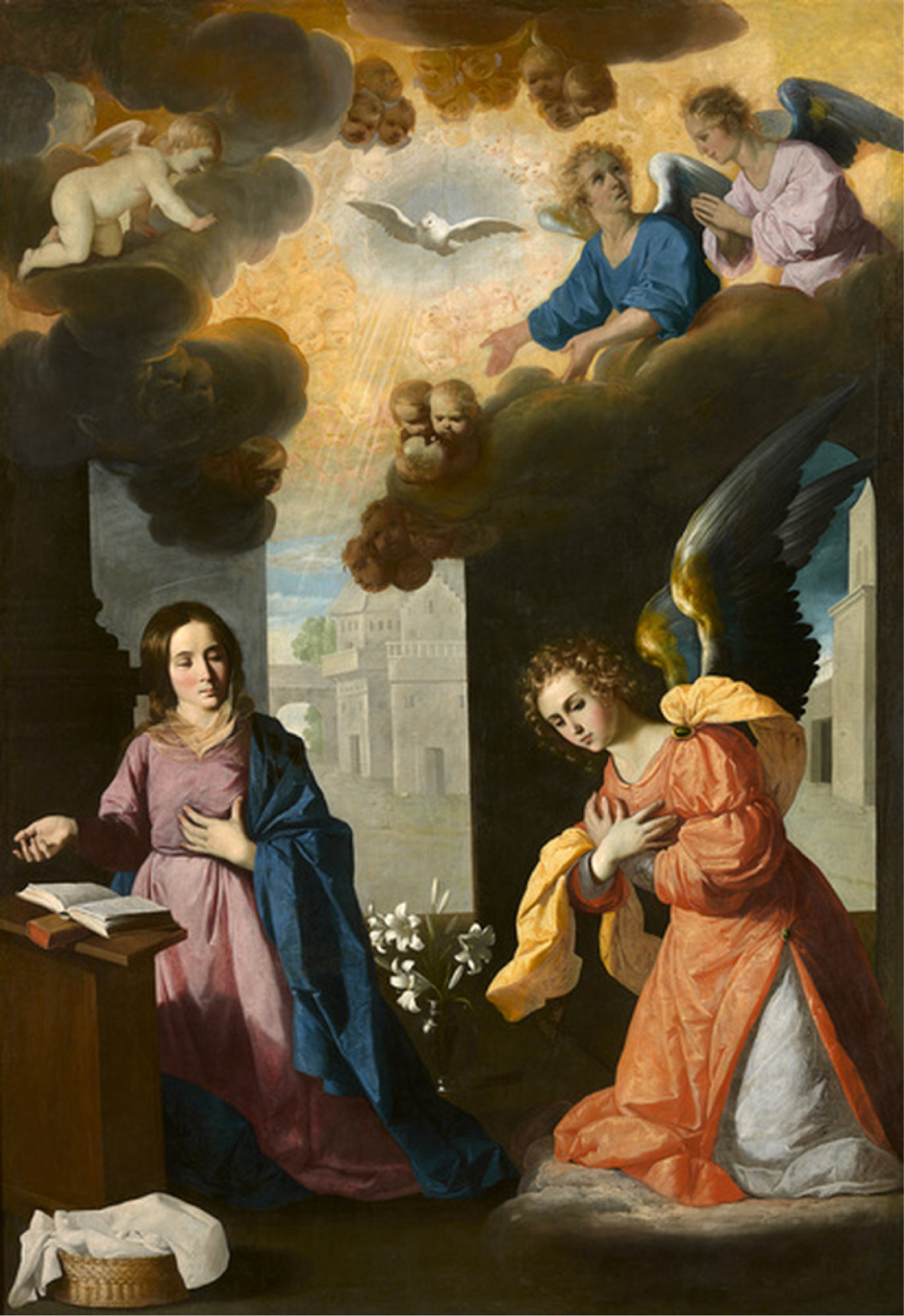
L'Annonciation
1638,
Musée de Grenoble, Grenoble.

La chartreuse Nuestra Señora de la Defensión de Jerez de la Frontera, fondée en 1476, doit son nom à une apparition miraculeuse de la Vierge en 1370, qui aurait éclairé le lieu où les Espagnols allaient tomber dans une embuscade tendue par les Maures. Zurbarán peint onze tableaux pour le retable du maître-autel. Commandés en 1636, ils sont achevés en 1639-1640. Parmi ceux-ci, La Bataille de Jerez (New York, Metropolitan Museum of Art). Quatre tableaux se trouvent au musée de Grenoble : L'Annonciation (1638), La Circoncision, L'Adoration des bergers, L'Adoration des mages.
Le ténébrisme des premières années est abandonné, même si les ombres demeurent très franches, et les coloris sont plus riches. Zurbarán porte une grande attention aux objets dans le panier recouvert d'un linge blanc, qui se trouve au premier plan à gauche et qui constitue une remarquable nature morte. Autour du cou de Marie, le voile transparent constitue une grande leçon de peinture.

#### Les Hiéronymites de Guadalupe

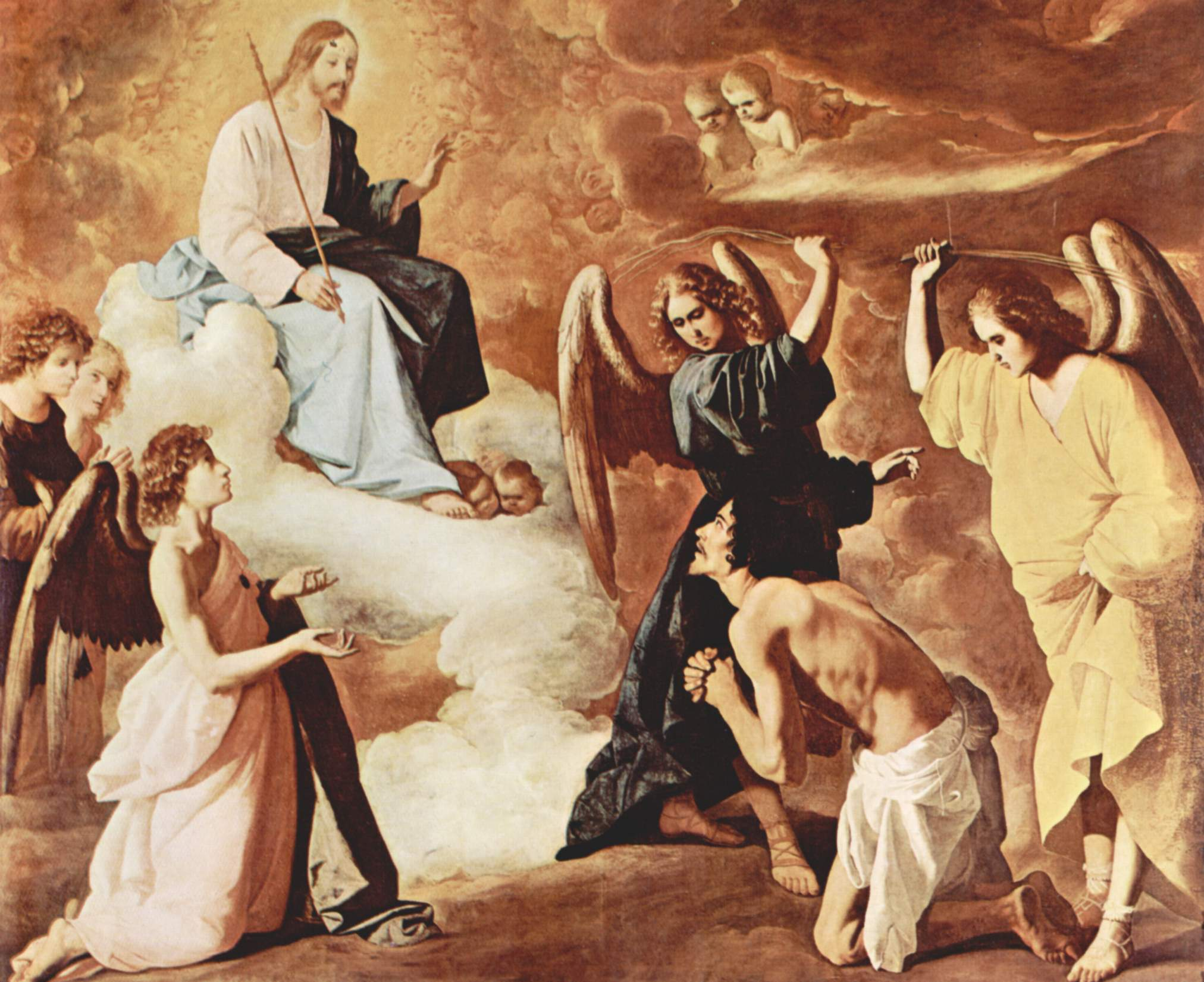
Saint Jérôme flagellé par les anges
1639
Cloître des Hiéronymites, Guadalupe.

Fondé au XVe siècle, l’ordre de Saint-Jérôme était très lié au pouvoir royal, et fut donc souvent très richement doté. En effet, selon une croyance, une statue de Marie aurait été retrouvée par un jeune berger en 1320, là où elle avait été cachée par les Chrétiens wisigoths afin d'éviter sa profanation. Des pèlerinages vont avoir lieu et un monastère royal est élevé, sous la protection du roi de Castille Alphonse XI. La Vierge de Guadalupe aurait assuré le succès de la croisade contre les Maures.
Zurbarán effectue huit tableaux pour la sacristie et trois pour la chapelle attenante à la sacristie. Ces onze tableaux sont demeurés en place. Parmi eux, Saint Jérôme flagellé par les anges et La Tentation de saint Jérôme.

#### Les dominicains de Séville

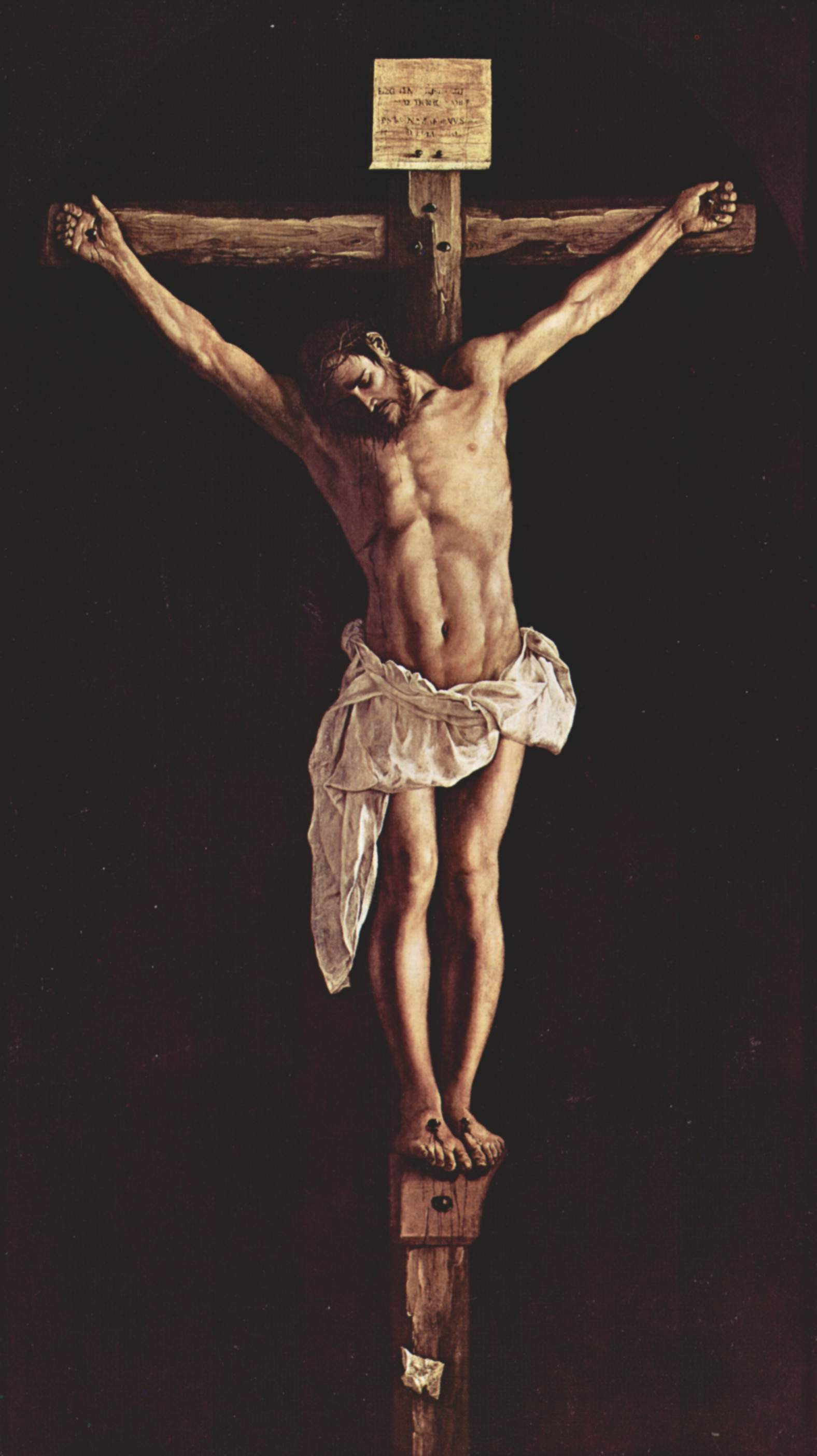
Christ en croix
1627
Art Institute, Chicago.

##### Le couvent San Pablo el Real
En 1626, Le couvent San Pablo el Real lui commande vingt-et-un tableaux (quatorze de la vie de saint Dominique, sept des grands docteurs de l'Église). Les quatre premiers docteurs étaient Ambroise de Milan, Jérôme de Stridon, Augustin d'Hippone et Grégoire le Grand. Les dominicains ajoutent Dominique de Guzmán, Thomas d'Aquin et Bonaventure. Seuls cinq tableaux ont été conservés.

##### Le collège Saint-Thomas
Comme beaucoup de grands ordres au XVIIe siècle à Séville, les dominicains fondent un collège d'enseignement à côté de leur couvent. Le but était de contribuer à la propagation des idées affirmées au concile de Trente. Notons que les dominicains espagnols avaient déjà des collèges, en fait depuis la Reconquête. Pour le maître-autel, Zurbarán peint son grand Triomphe de saint Thomas d'Aquin (5,20 × 3,46 m, actuellement au musée des Beaux-Arts de Séville), tableau dont Soult s'était emparé pour l'offrir au musée Napoléon, se réservant le Saint André (Budapest, Szépmüveszeti Muzeum) pour sa propre collection !
Dans ce tableau sur un fond de ciel d'orage, saint André se tient debout devant la croix de son supplice, méditant sur un livre saint. Son visage et sa main droite sont traités de façon très réaliste. Trois éclats de lumière illuminent en oblique le haut du tableau : la tempe droite, la barbe, le livre. Un grand manteau ocre, aux plis très simples, couvre le corps et vient tempérer avec sa tonalité douce les contrastes de la partie supérieure du tableau.

##### Santo Domingo de Portacoeli
De ce couvent détruit au XIXe siècle, on conserve au musée des Beaux-Arts de Séville, un Bienheureux Henri Suso, dominicain allemand. Le disciple de Maître Eckhart est en extase, debout, gravant sur sa poitrine avec un stylet le nom de Jésus. Derrière lui, des scènes de sa vie sont situées dans un beau paysage clair.

### Les commandes royales

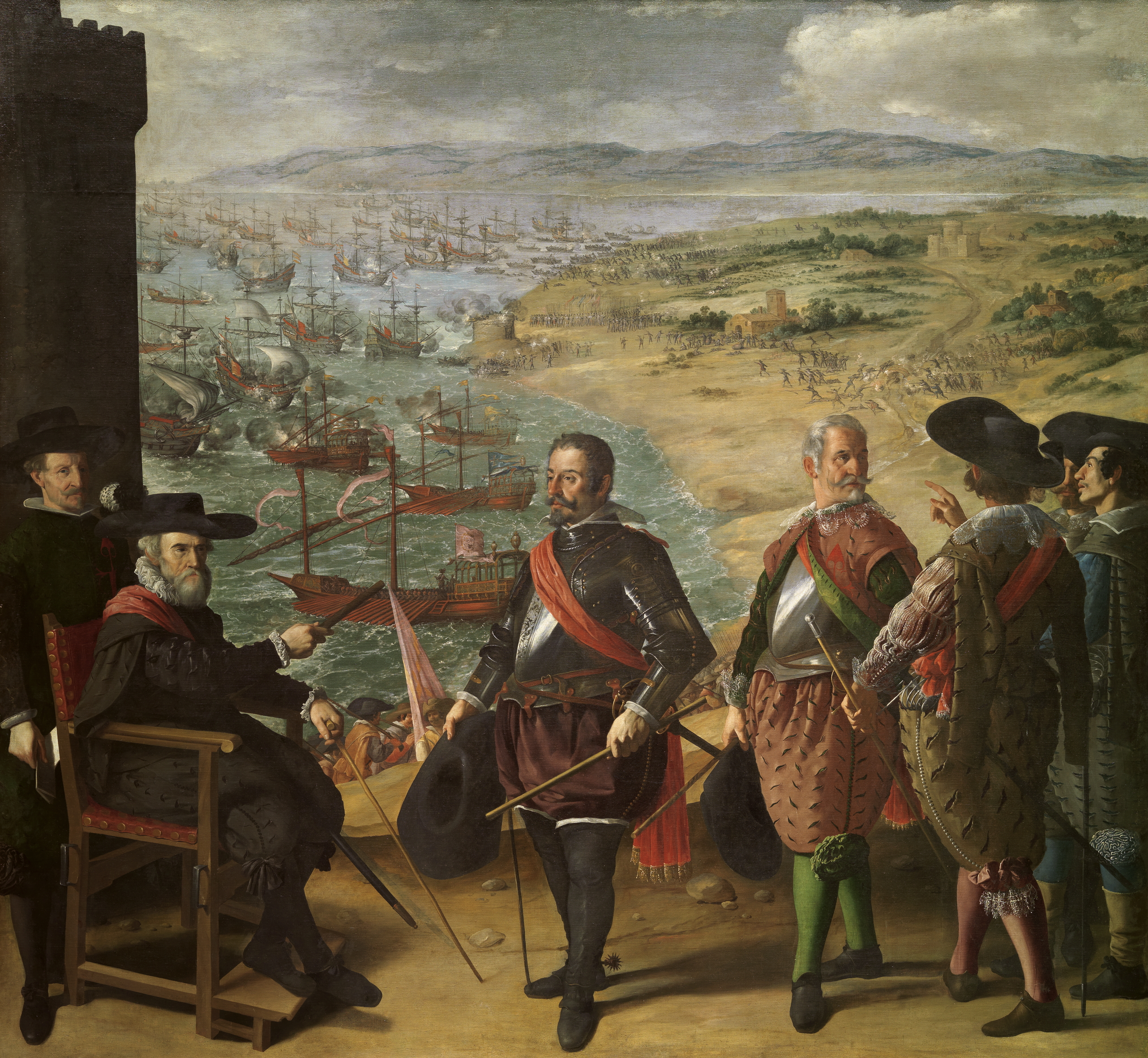
La Défense de Cadix contre les Anglais
1634
Musée du Prado, Madrid.

En 1634, Zurbarán est à Madrid. Il est convié par le roi à rejoindre trois autres peintres — dont son ami Vélasquez — pour décorer le Salón de los Reinos du nouveau palais du Buen Retiro.
Sur les douze victoires militaires du règne, il représente La Défense de Cadix contre les Anglais. Par ailleurs, il doit illustrer dix épisodes de la vie d'Hercule, ancêtre mythique de la branche espagnole des Habsbourg. Ces tableaux à la gloire de Philippe IV et d'Olivares ne constituent pas le meilleur de son œuvre.

### Les particuliers
Si l'on met à part les représentations de Vierges martyres, les œuvres destinées aux particuliers sont plus répétitives que celles qui devaient prendre place dans les couvents. Jonathan Brown écrit que, compte tenu de leur nombre, « l'atelier de l'artiste était en quelque sorte une usine à peintures dévotes » (Catalogue de l'exposition de 1988 au Grand Palais, p. 36).

#### La théologie mariale à Séville: l'Immaculée Conception

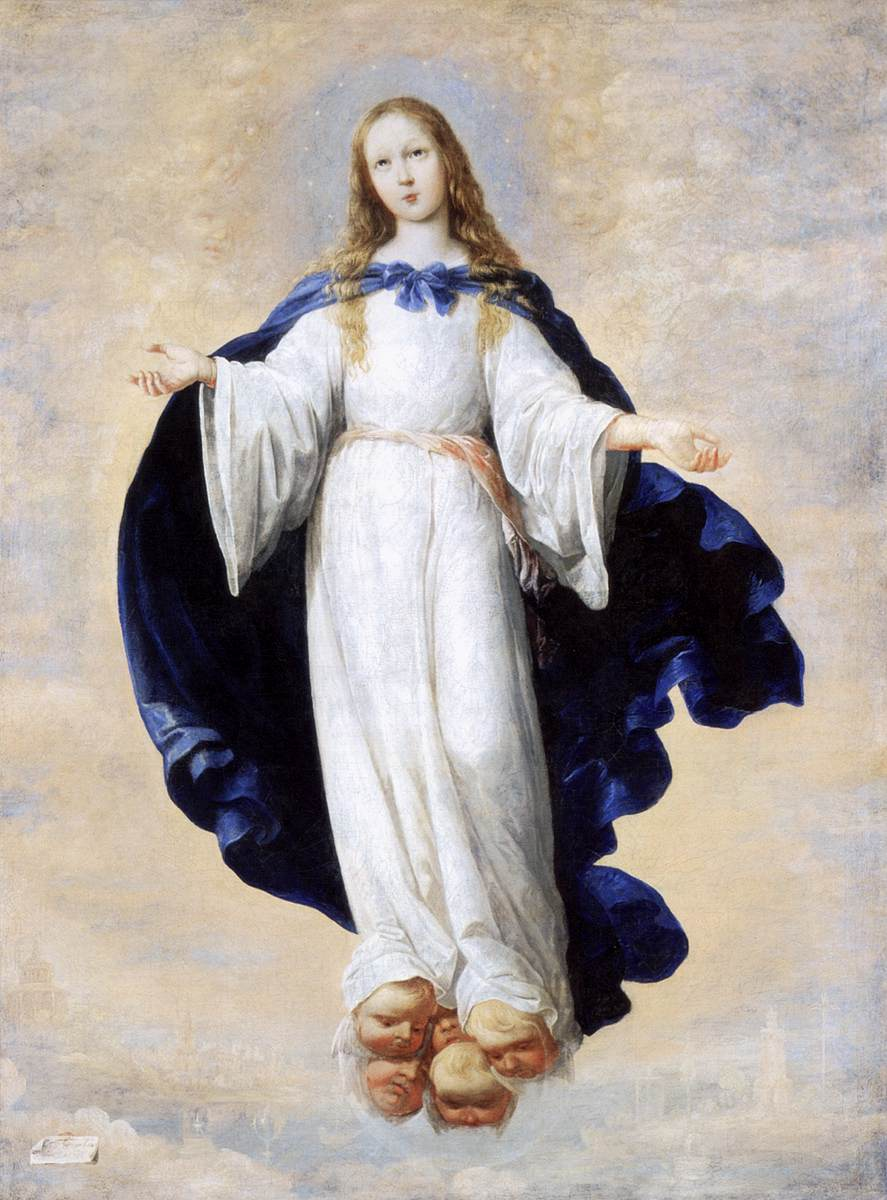
L'Immaculée Conception
1661,
Musée des Beaux-Arts, Budapest.

L'Immaculée Conception était le thème préféré des Sévillans de l'époque. On disputait alors de ce qui n'était pas encore un dogme. Marie avait-elle été conçue sans que pèse sur elle le péché originel ? Ou bien a-t-elle été, comme tout être humain, frappée dès la conception, du péché originel, pour en être ensuite purifiée par Dieu alors qu'elle était encore dans le sein de sa mère ? La doctrine de l'Immaculée Conception s'opposait à la doctrine de la Sanctification. Le peuple s'en mêlait au point qu'il y eut, dans les rues de Séville, presque une émeute parce qu'un dominicain prêchait la doctrine de la Sanctification. Les souverains espagnols demandaient au pape de prendre parti pour la doctrine de l'Immaculée Conception. Les œuvres de Zurbarán illustrent cette position qui ne deviendra un dogme qu'au XIXe siècle.

#### Supplices et décence: les Vierges martyres

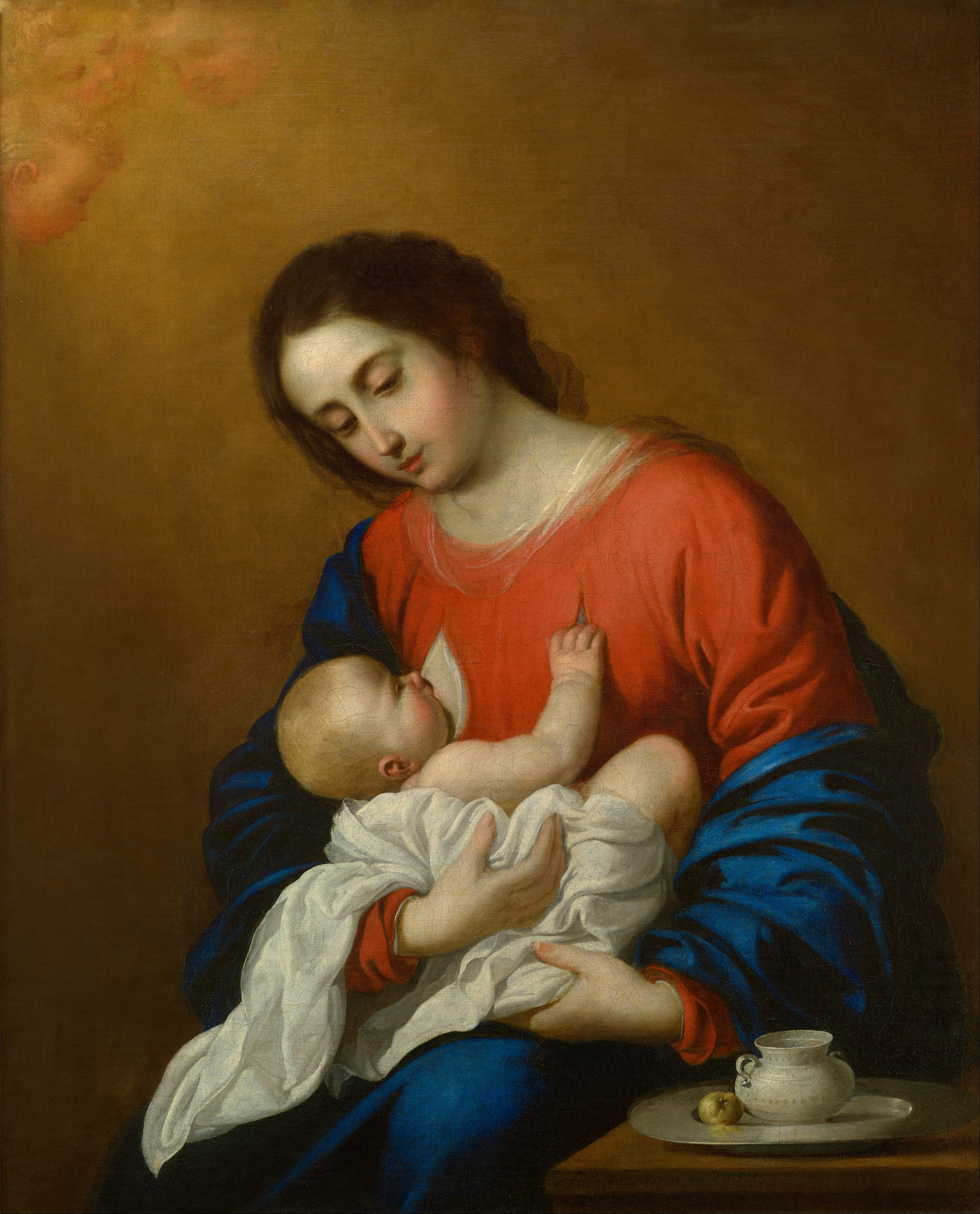
La Vierge et l'Enfant
1658,
Musée Pouchkine, Moscou.

À l'opposé des peintres rhénans qui semblent penser que la vue du sang est nécessaire à l'élévation de l'âme, Zurbarán ne se complaît pas à exhiber des plaies et ce n'est qu'avec pudeur que les tourments subis sont rappelés. Il n'est pas question de réveiller les troubles pulsions sadiques du spectateur.
Zurbarán n'est pas doloriste : la douleur n'a pas en soi une valeur morale. Il faut, à ce propos, revenir sur son Saint Sérapion.
Le tableau ne représente pas la boucherie qu'a dû être le martyre du compagnon anglais d'Alphonse IX. Le peintre cherche à provoquer l'empathie. Le Saint Sérapion de Zurbarán nous offre la manifestation sensible d'une âme qui abandonne la vie et s'abandonne à davantage de vie : n'ayant plus la force d'exister, Sérapion a-t-il encore celle de se confier à plus grand que lui, celle d'espérer ? Que pense-t-il, s'il peut encore penser ? Une œuvre sanguinolente ne nous aurait montré que le degré de méchanceté des tortionnaires, non sans une certaine complaisance. Le piège du voyeurisme est évité.
Continuant de marier harmonieusement ses recherches picturales et sa méditation spirituelle, Zurbarán se consacre au thème, très apprécié à Séville au début du siècle, des Vierges martyres. Les saintes de Zurbarán ne sont plus de simples présentatrices d'instruments de torture prenant des poses conventionnelles dans des tableaux finalement assez fades. Toutefois leur expression ne traduit pas ce qu'ont dû être les moments terribles.
Sans doute n'a-t-on jamais aimé présenter, dans les arts plastiques, la souffrance physique des femmes, qui pourtant furent en réalité autant suppliciées que les hommes. Les quelques exceptions que l'on peut trouver dans la statuaire médiévale ne nous montrent pas telle femme, mais la pécheresse, voire un symbole (la luxure châtiée en enfer, par exemple). Peut-être l'artiste se plie-t-il au désir des femmes de n'être pas représentées lorsqu'elles ne sont plus maîtresses de leur maintien… Il y aurait une étude esthétique et psychanalytique à faire sur la différence sexuelle dans l'iconologie du martyrologe.

##### Sainte Agathe

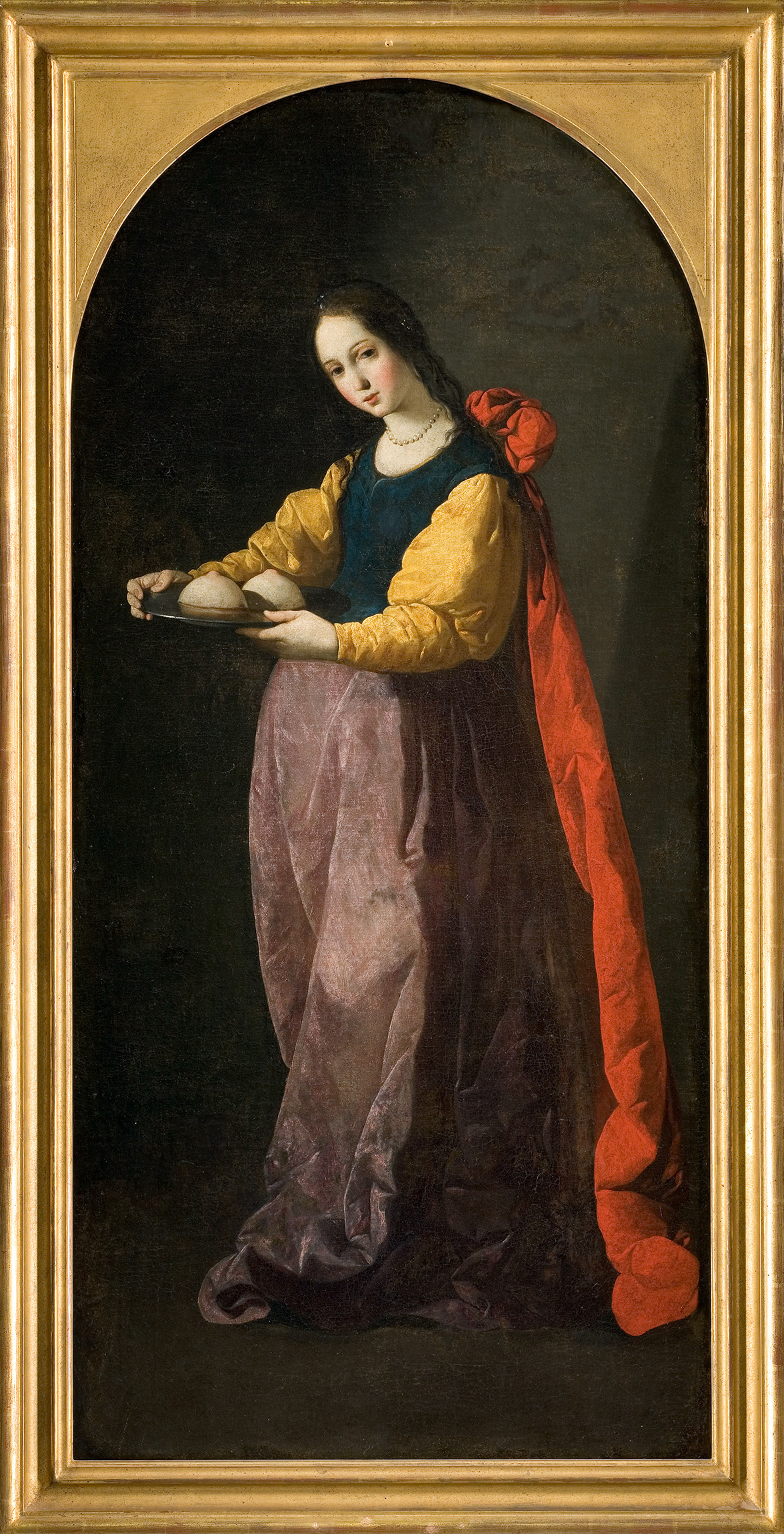
Sainte Agathe
1630-1633,
Musée Fabre, Montpellier.

À la suite du concile de Trente, le cardinal Paleotti recommande aux peintres de représenter sept saintes, dont sainte Agathe. Les lois romaines interdisant de tuer les filles vierges, un préfet sicilien, ne pouvant séduire ni même forcer la virginité miraculeusement conservée de sainte Agathe, lui fait couper les seins et la jette en prison. Là, saint Pierre apparaît à la jeune fille et guérit ses plaies. À cause de la nature de son supplice elle n'apparaît que sur très peu de tableaux du Siècle d'or. Toutefois, l'ordre de Notre-Dame-de-la-Merci et les couvents hospitaliers en demandent l'image : sainte Agathe, patronne des nourrices, pieuse auxiliaire de la lactation, est celle qui peut apporter la subsistance aux plus faibles et aux plus pauvres.
Paul Valéry admirait la Sainte Agathe du musée Fabre (Montpellier), qui provenait peut-être du couvent de la Merced Calzada. Hanchée comme les Madones du XIVe siècle français, la jeune fille présente ses seins sur un plateau, sans ostentation, dans un geste de simple et digne offrande. Très contrastée, sans modelé, l'œuvre peut être datée de la période ténébriste de Zurbarán.

##### Sainte Marguerite

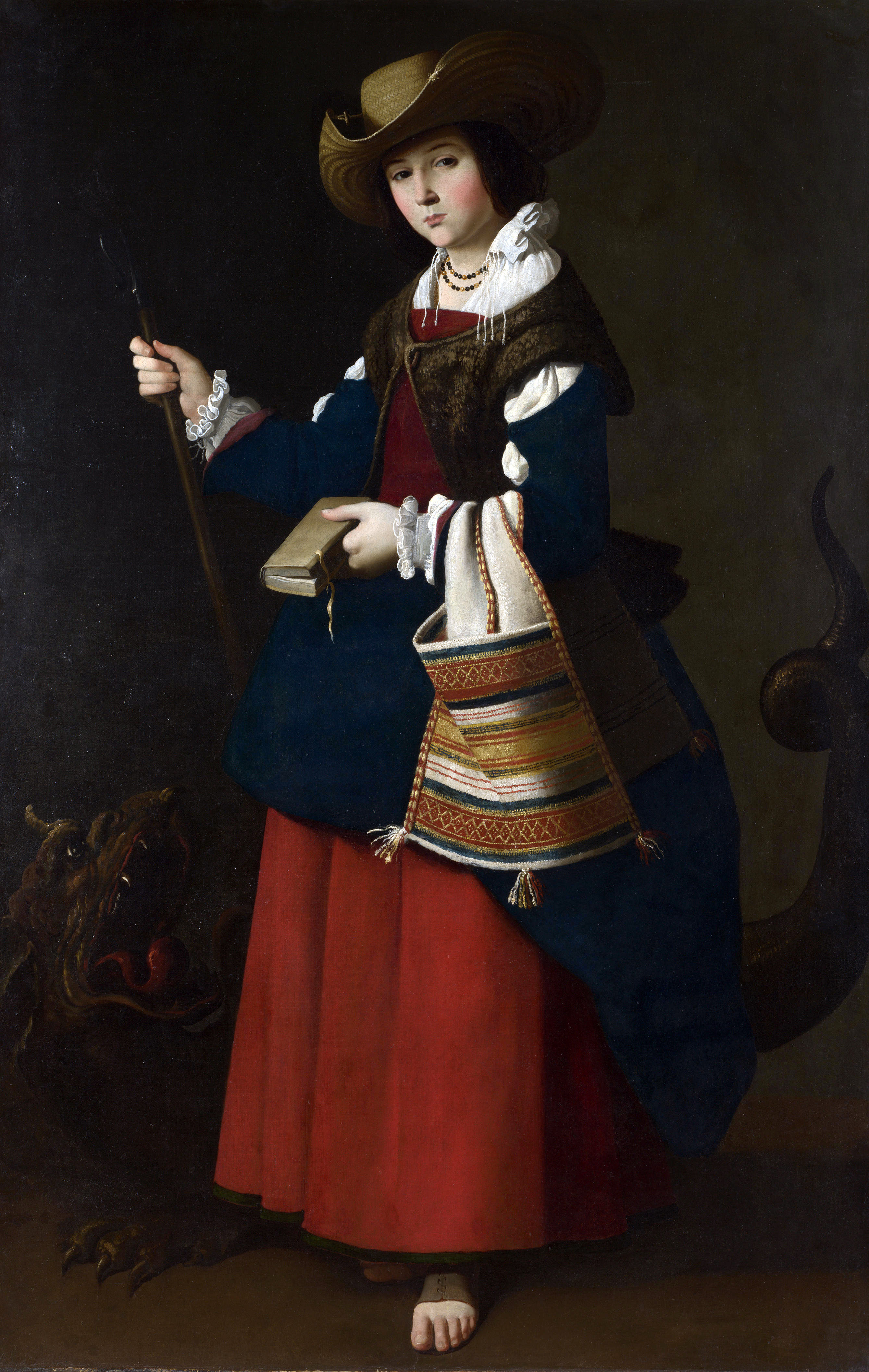
Sainte Marguerite
Vers 1631,
National Gallery, Londres.

Ce tableau est bien différent du précédent, bien que les yeux, les traits du visage laissent certains critiques penser qu'il s'agit du même modèle que pour la Sainte Agathe. Zurbarán représente sainte Marguerite sous les traits d'une très élégante bergère. Le bâton qu'elle tient à la main, qui pourrait passer pour une houlette s'il n'était surmonté par un croc, la présence inquiétante du dragon à gauche, nous conduisent cependant à penser qu'il y eut une tragédie.
« Cette charmante bergère, si apprêtée dans sa mise, paraît sortir d'une scène de théâtre. En effet plutôt que des processions ou des autos sacramentales représentés sur les chars du Corpus durant la semaine de la Fête-Dieu auxquels les historiens font souvent allusion, Zurbarán s'est peut-être inspiré des comedias de Santas jouées dans les corrales de Séville. Les héroïnes sont toujours très jeunes et belles comme la Sainte Jeanne de Tirso de Molina ou la Sainte Marguerite d'Enciso (en). Leur beauté est décrite comme un don du ciel, un reflet de l'âme qui rayonne mystérieusement et attire irrésistiblement tous les cœurs. ».
Il est savoureux de voir un artiste du XVIIe siècle, dont certains voudraient faire passer la spiritualité pour bigoterie, nous offrir cette Marguerite d'Antioche qui anticipe ces autres bergères que sont parfois les vierges martyres du baroque bavarois, telle qu'on peut en voir, par exemple dans l'église des Vierzehnheiligen — tout en apportant au traitement des étoffes le soin d'un Memling dans Le Mariage mystique de sainte Catherine (Musée Memling, ancien hôpital Saint-Jean).

Les saints
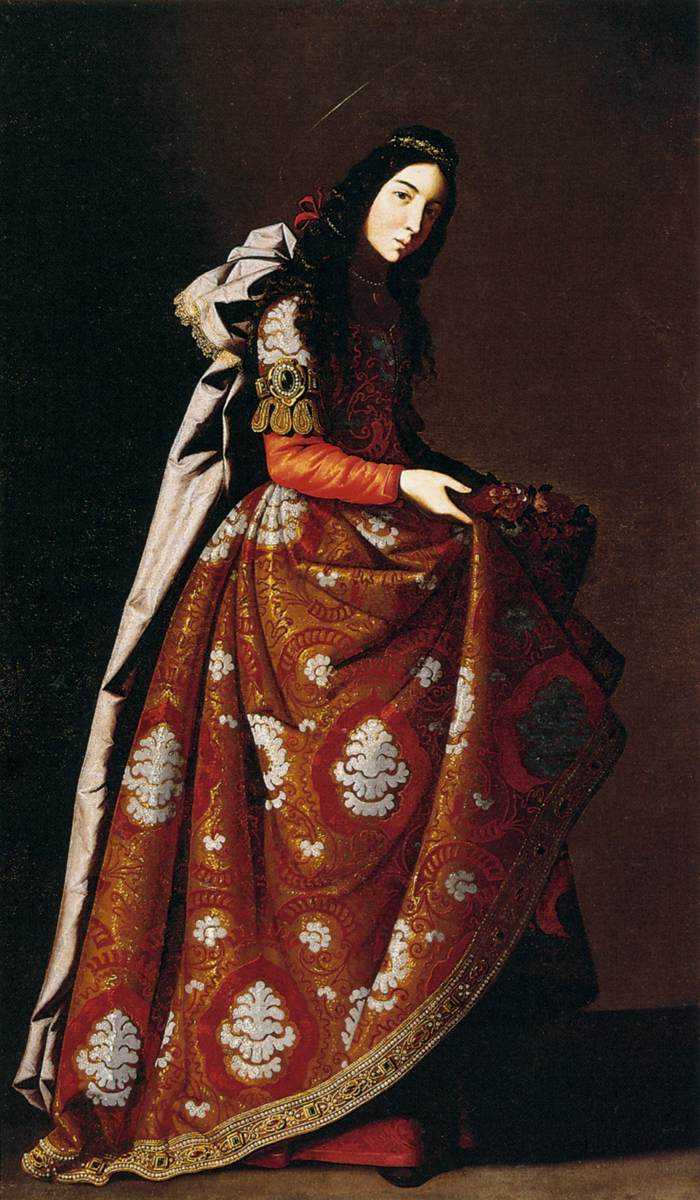
Sainte Casilda, v.1630-1635, Madrid, musée Thyssen-Bornemisza.
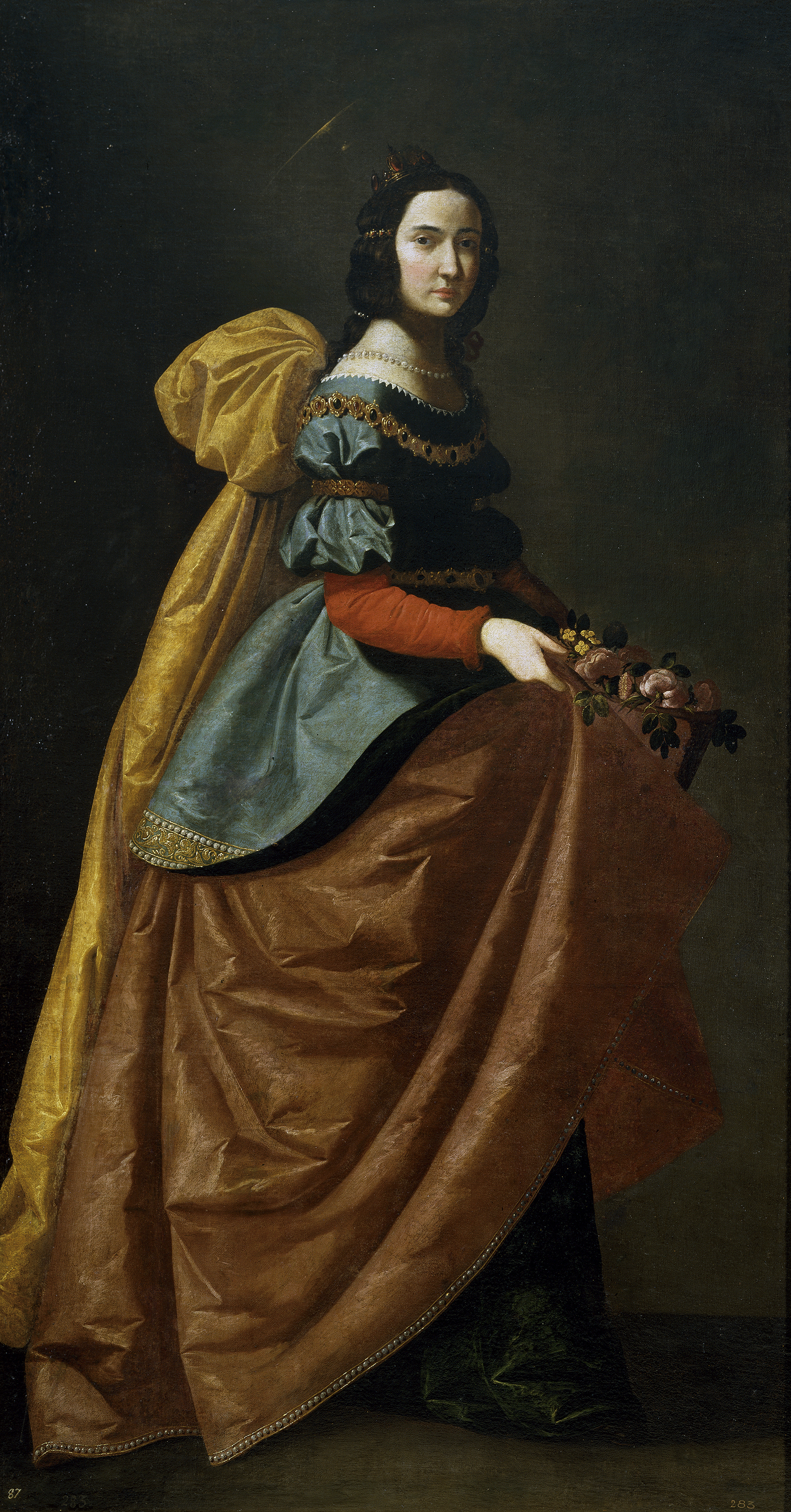
Sainte Élisabeth, 1635, Madrid, musée du Prado.
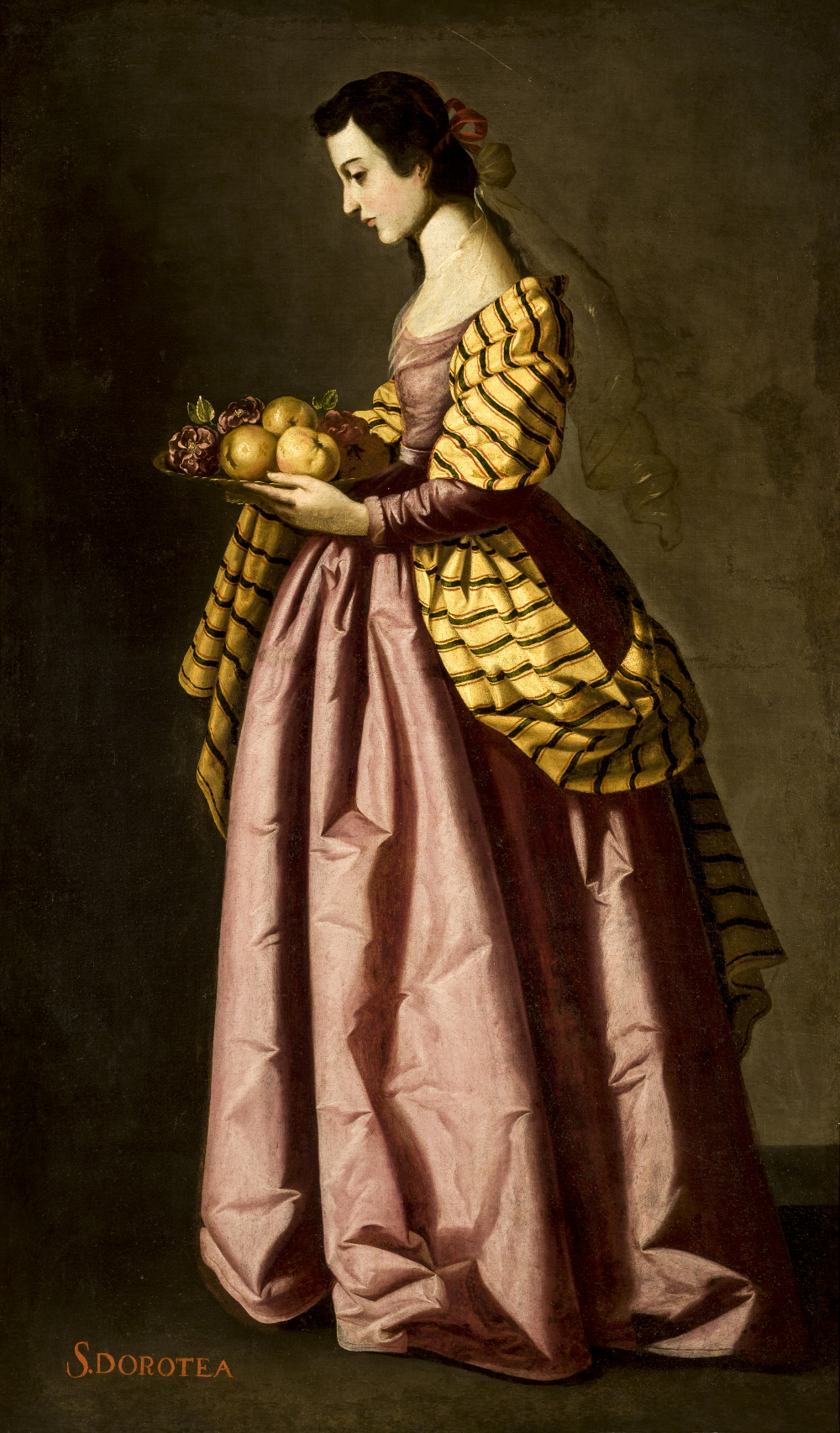
Sainte Dorothée, Séville, musée des Beaux-Arts.
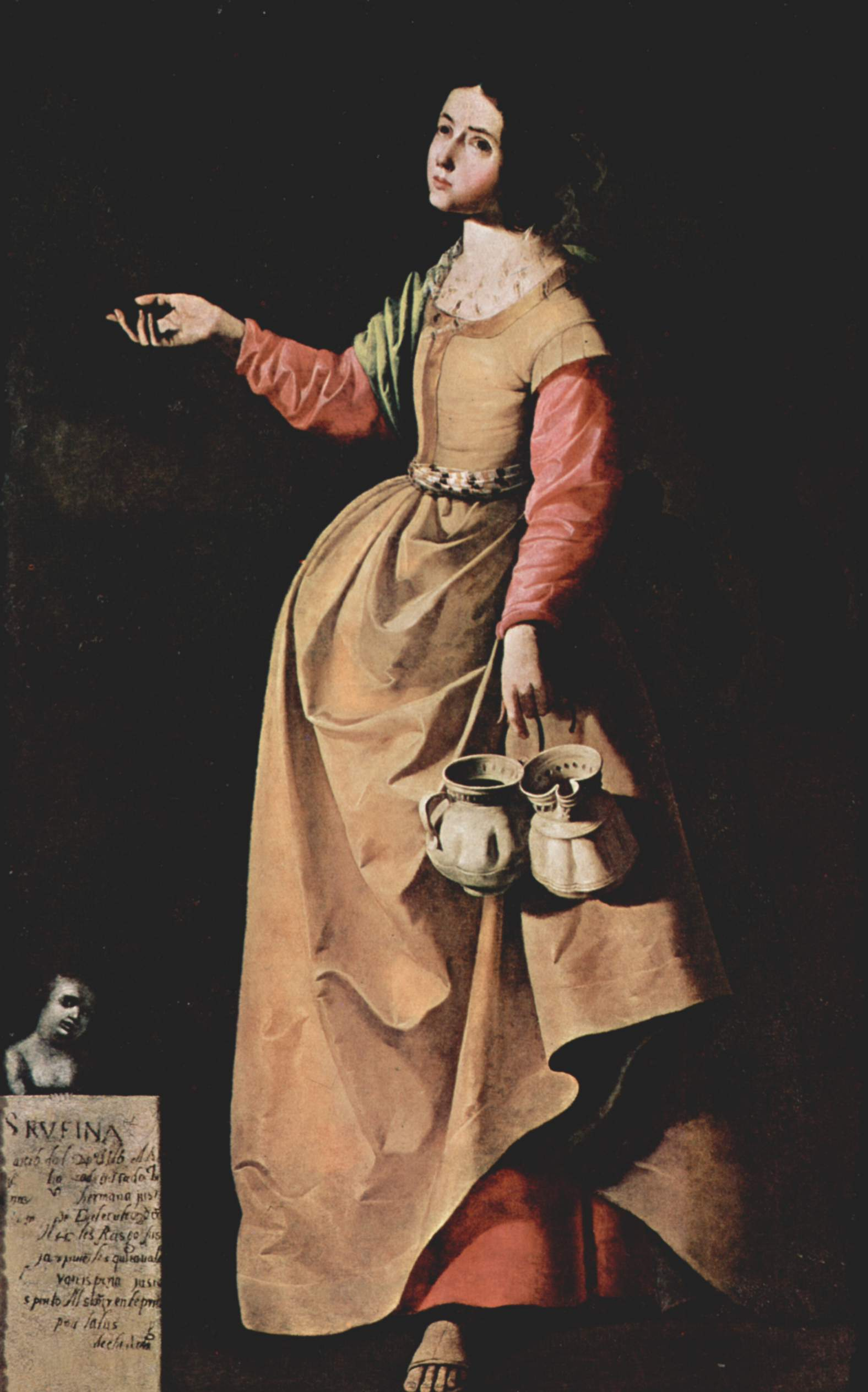
Sainte Rufine, v.1635-1640, Madrid, musée du Prado.
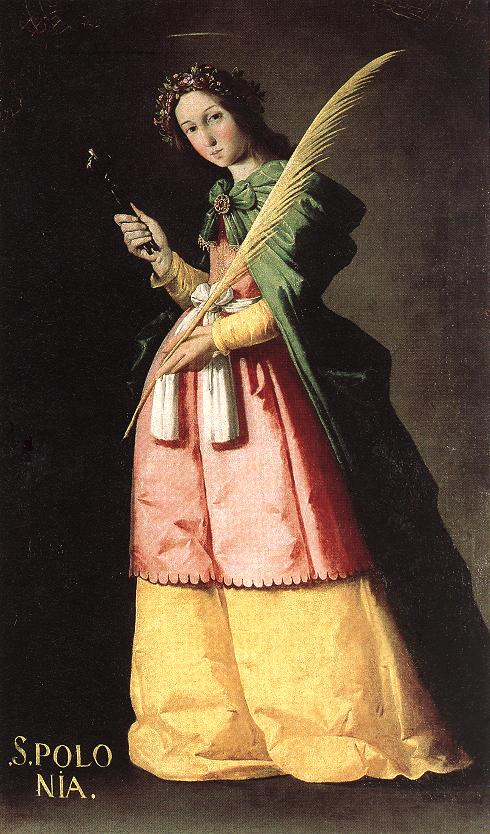
Sainte Apolline, v.1636, Paris, musée du Louvre.
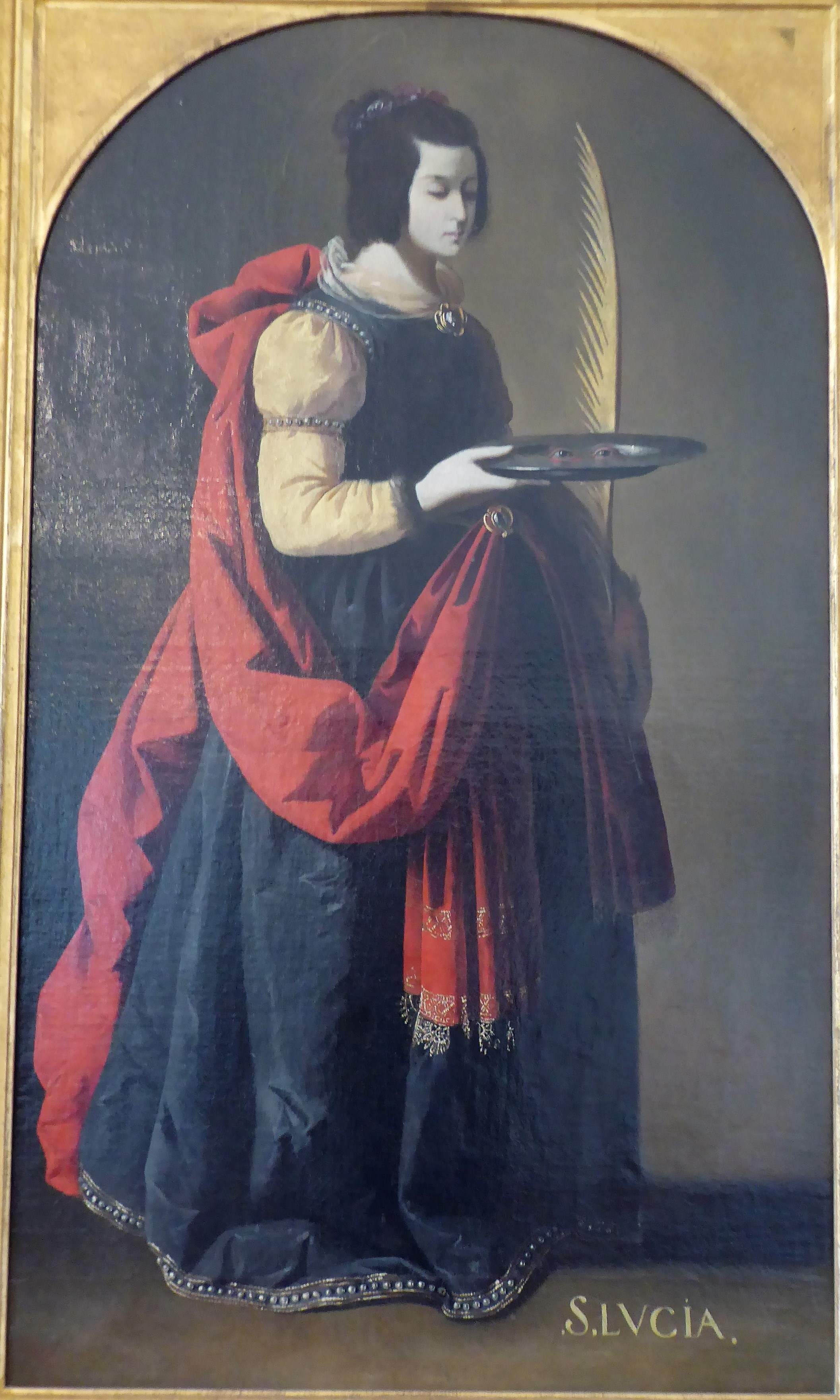
Sainte Lucie (1636), musée des Beaux-Arts de Chartres.
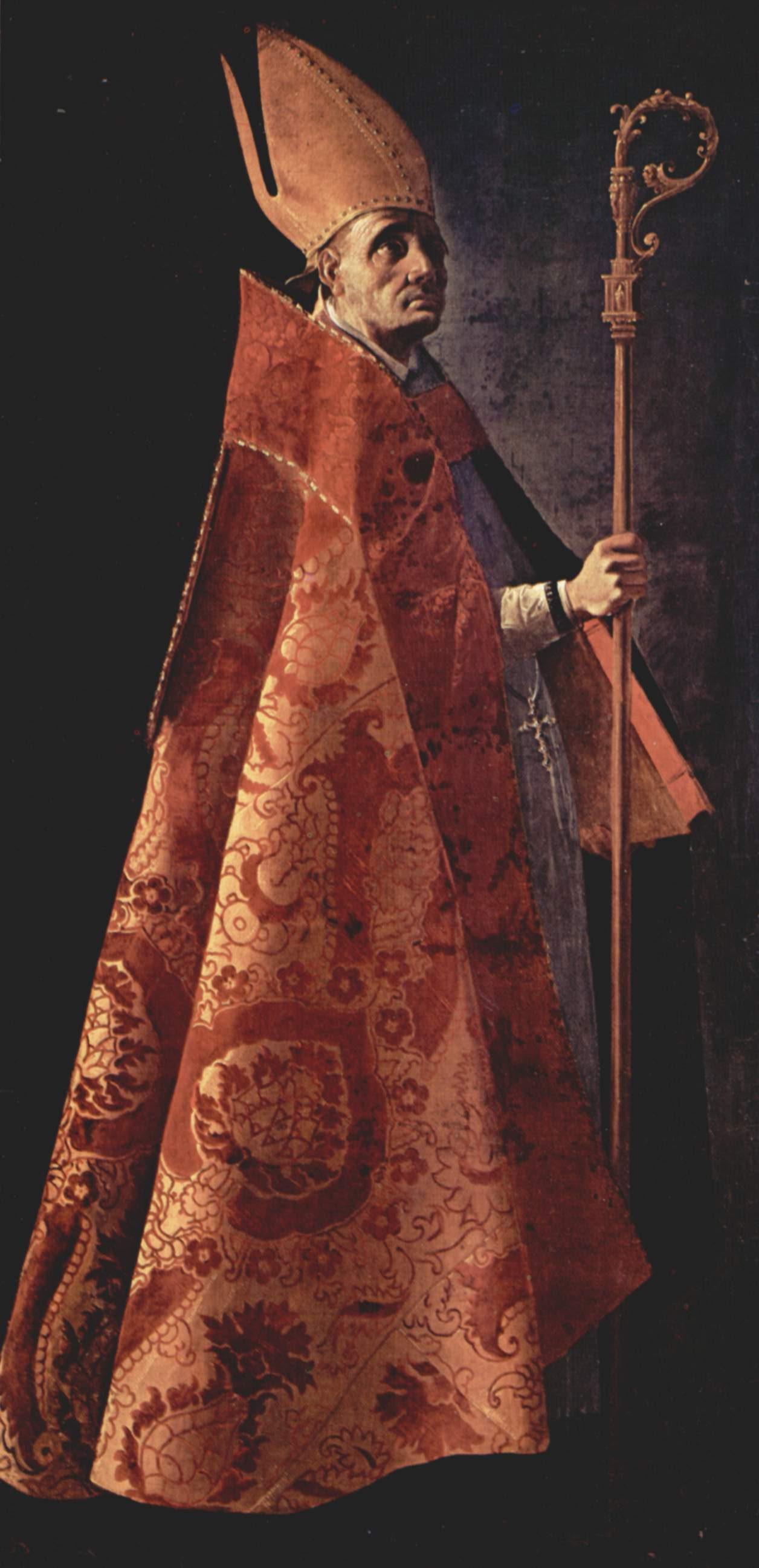
Saint Ambroise, Séville, musée des Beaux-Arts.
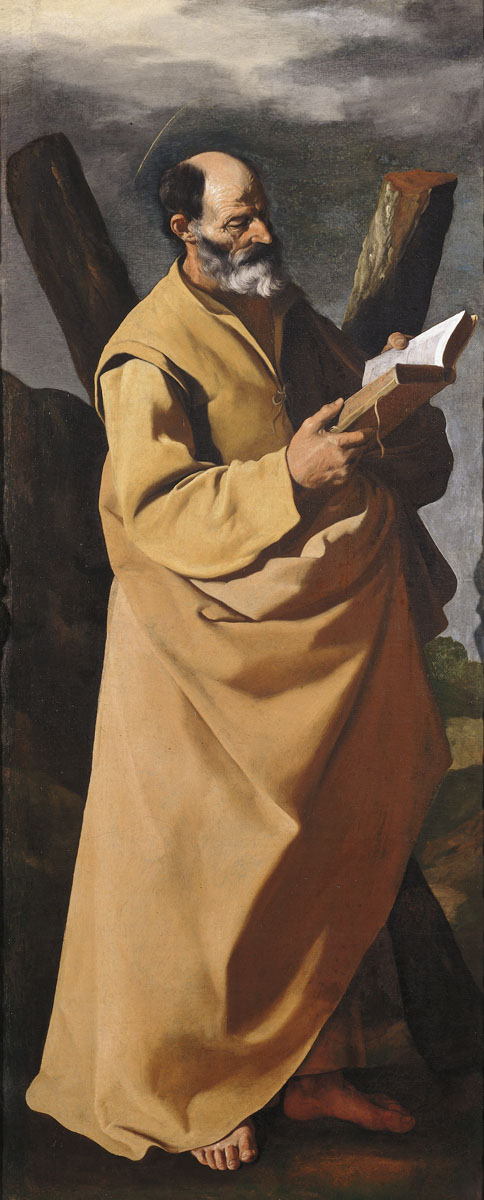
Saint André, v.1630-1632, Budapest, musée des Beaux-Arts.
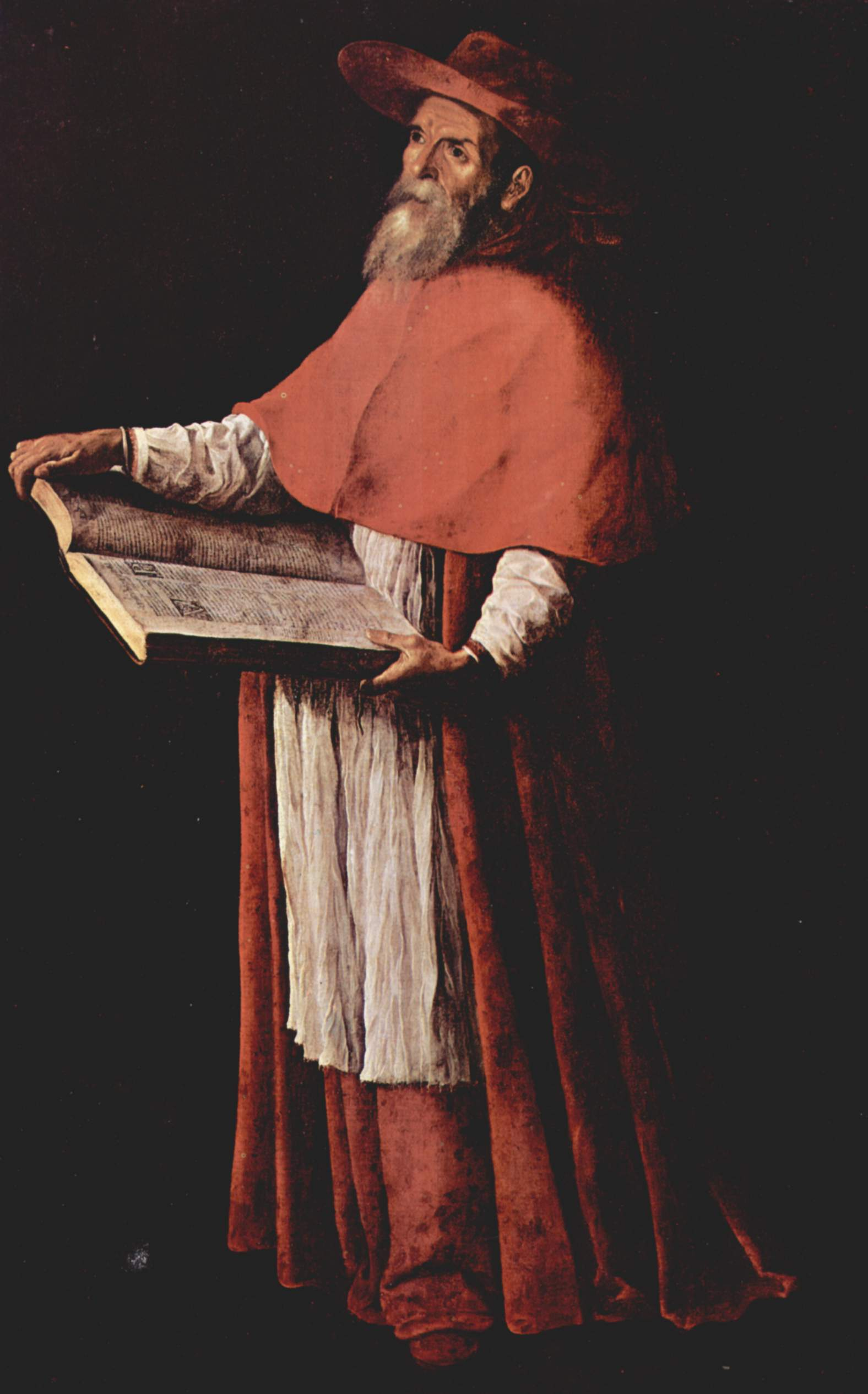
Saint Jérôme (en habit de cardinal), 1626-1627, Séville, musée des Beaux-Arts.
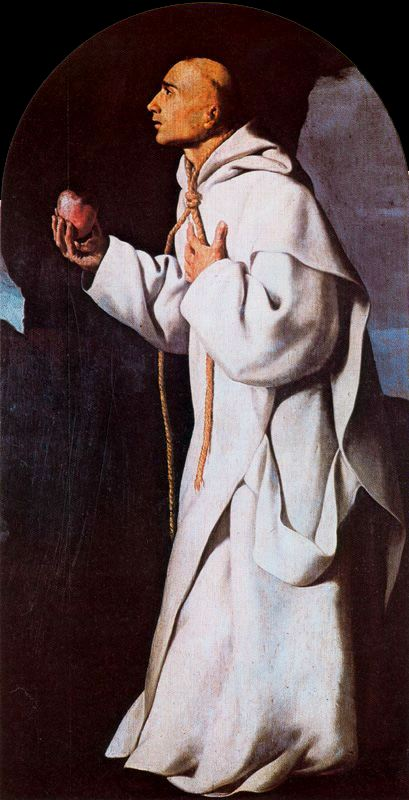
Saint John Houghton, Cadix, musée des Beaux-Arts.
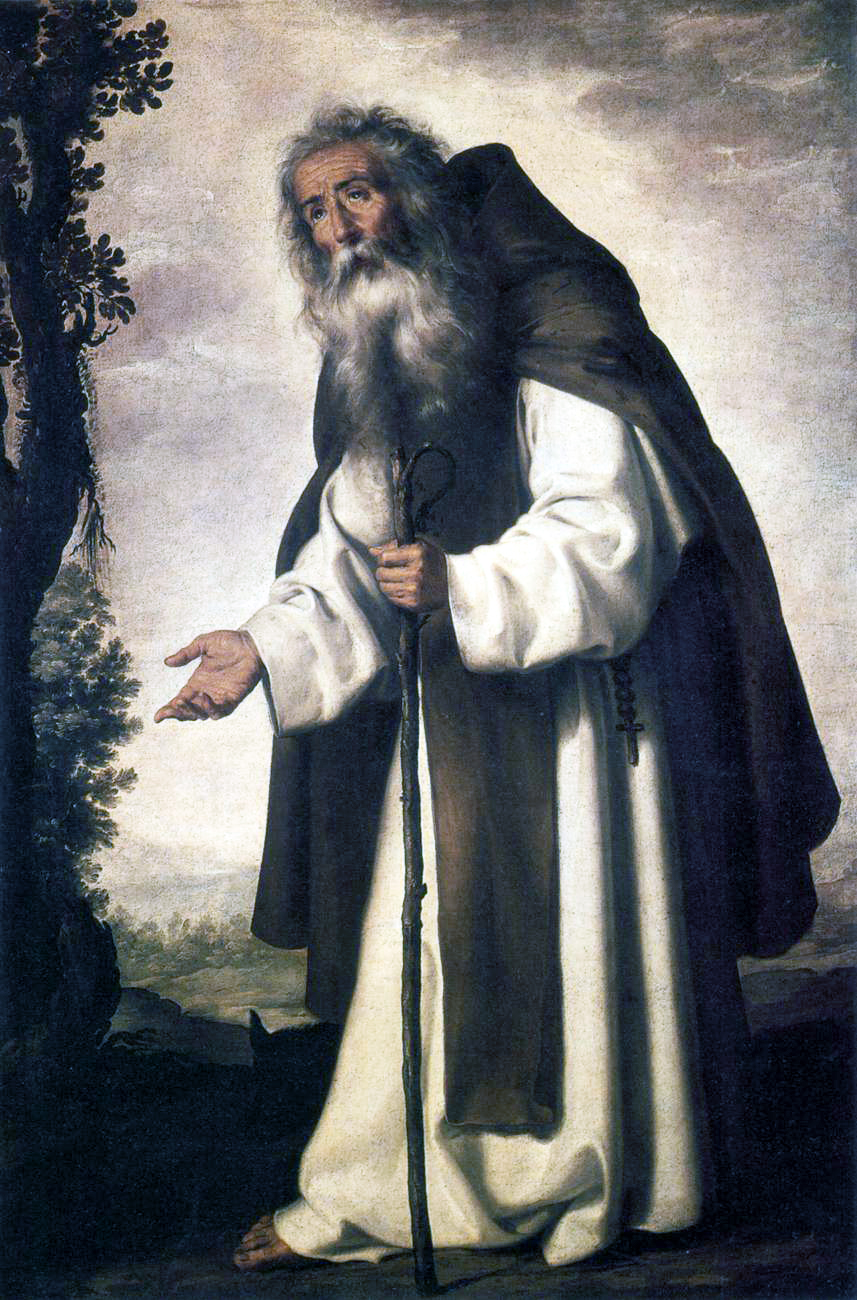
Saint Antoine, Florence, Palazzo Pitti.

#### Le maître des natures mortes

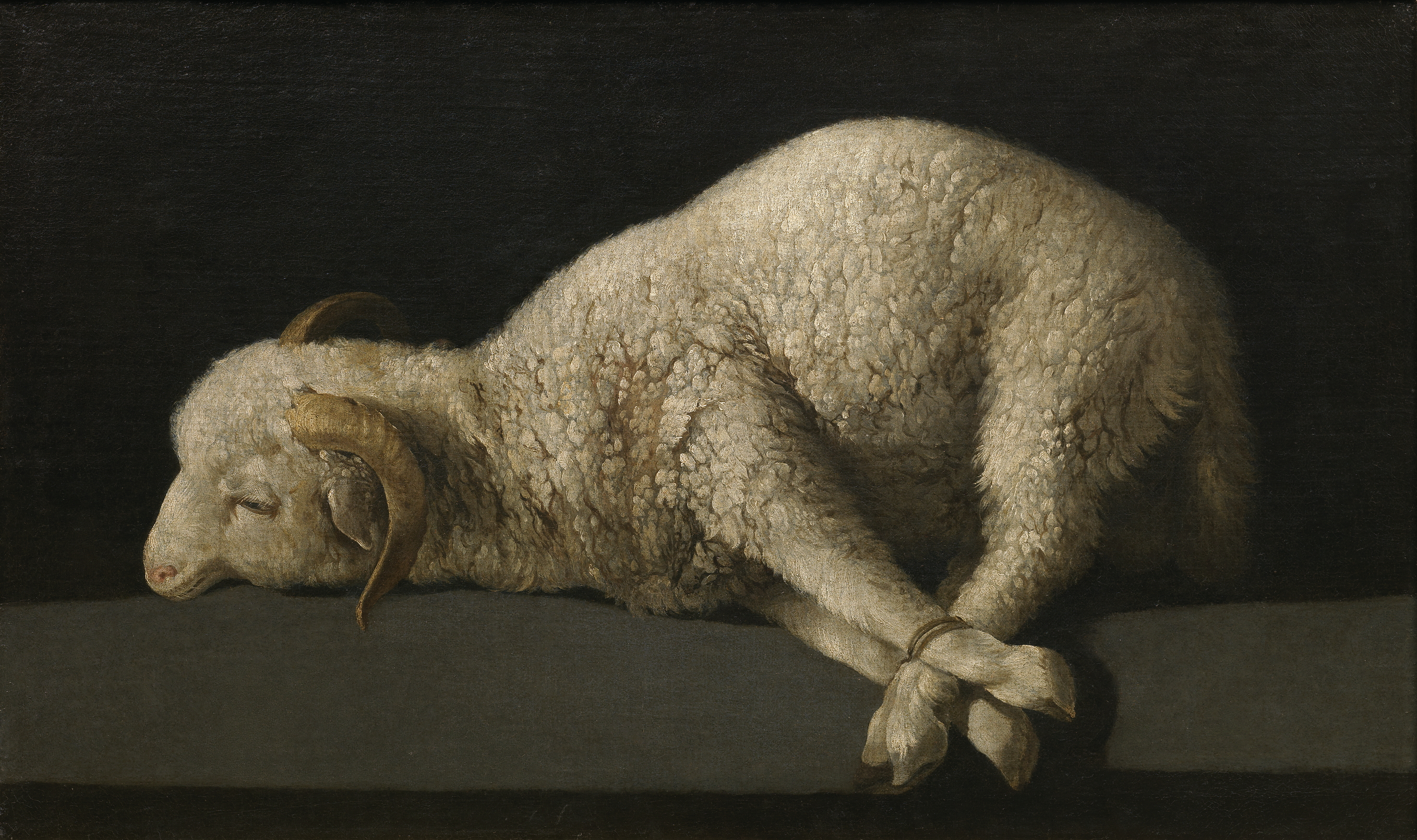
Agnus Dei
1635-1640
Musée du Prado, Madrid.

Les bodegones désignent les scènes de genre et les natures mortes des maîtres espagnols.
Le maître du Voile de Véronique de Stockholm ne pense pas déchoir en peignant le simple mouton aux pattes liées de l'Agnus Dei, dont il existe six versions autographes. Zurbarán s'y révèle un grand peintre animalier, avec une peinture à la fois très réaliste et au pouvoir de suggestion immense.
La seule nature morte signée et datée est celle de la Norton Simon Fondation (Pasadena), Nature morte aux citrons et oranges avec une rose, qui présente quatre citrons dans un plat, quatre oranges couronnées de leurs feuilles et fleurs, une tasse posée sur un plat métallique, avec une rose au bord.
Deux autres natures mortes, identiques, frappent par leur étrangeté (musée du Prado à Madrid et musée des Beaux-Arts[Lequel ?] de Barcelone). Ici, quatre vases sont alignés, deux reposent sur des plats d'étain aux extrémités. Trois autres sont de simples terres cuites. Le vase de gauche est en métal doré. Les objets sont disposés sur un même plan. Aucune fantaisie ne distrait l'attention du spectateur et aucune symétrie ne le lasse. Bien qu'il n'y ait rien derrière les objets, que le fond sombre, c'est une impression de simplicité et non de vacuité qui se dégage de l'œuvre : ascétisme sans sévérité, rigueur sans rigidité.

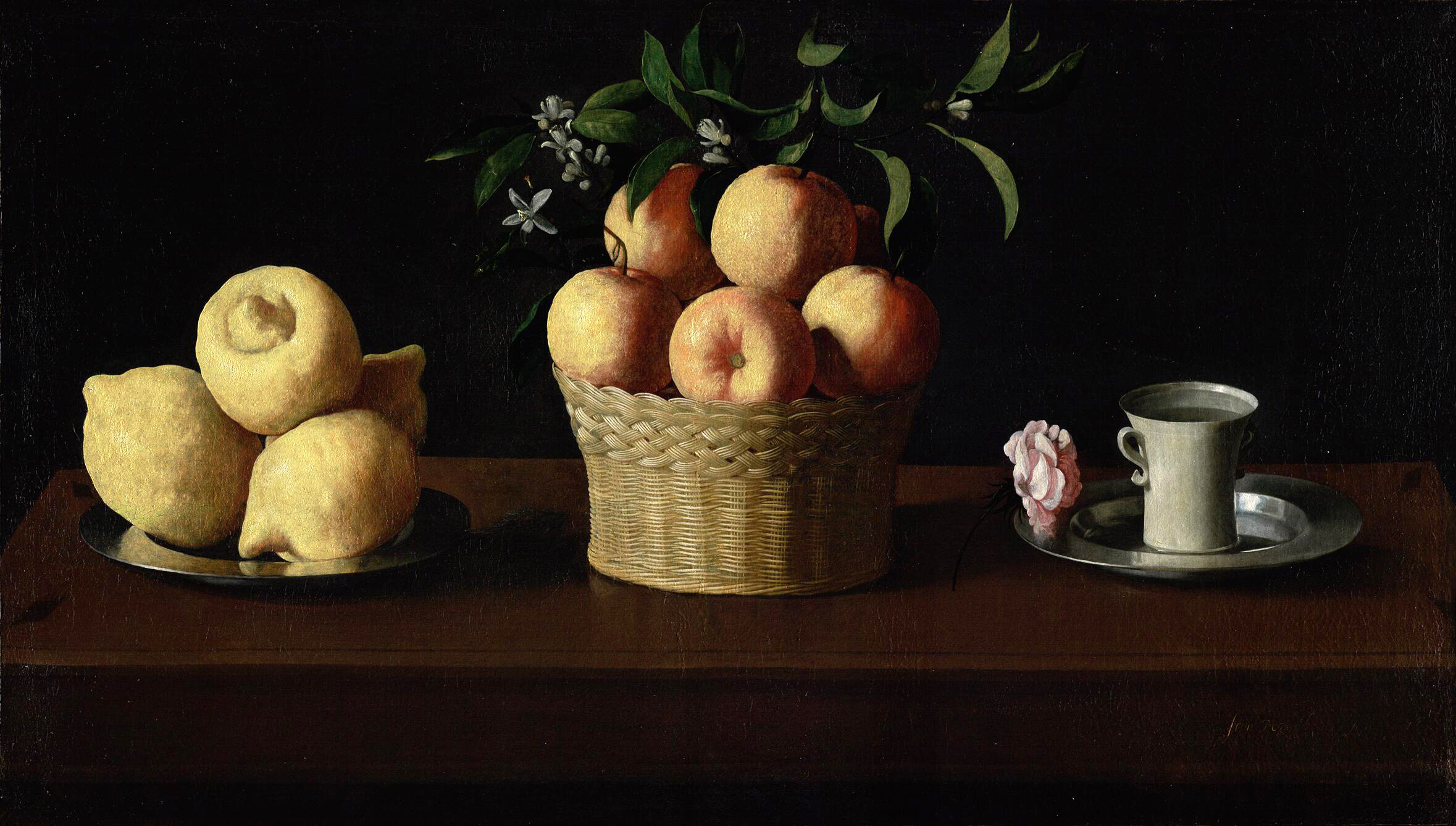
Nature morte aux citrons et oranges avec une rose Vers 1633 (60 × 107 cm) Norton Simon Foundation, Los Angeles.
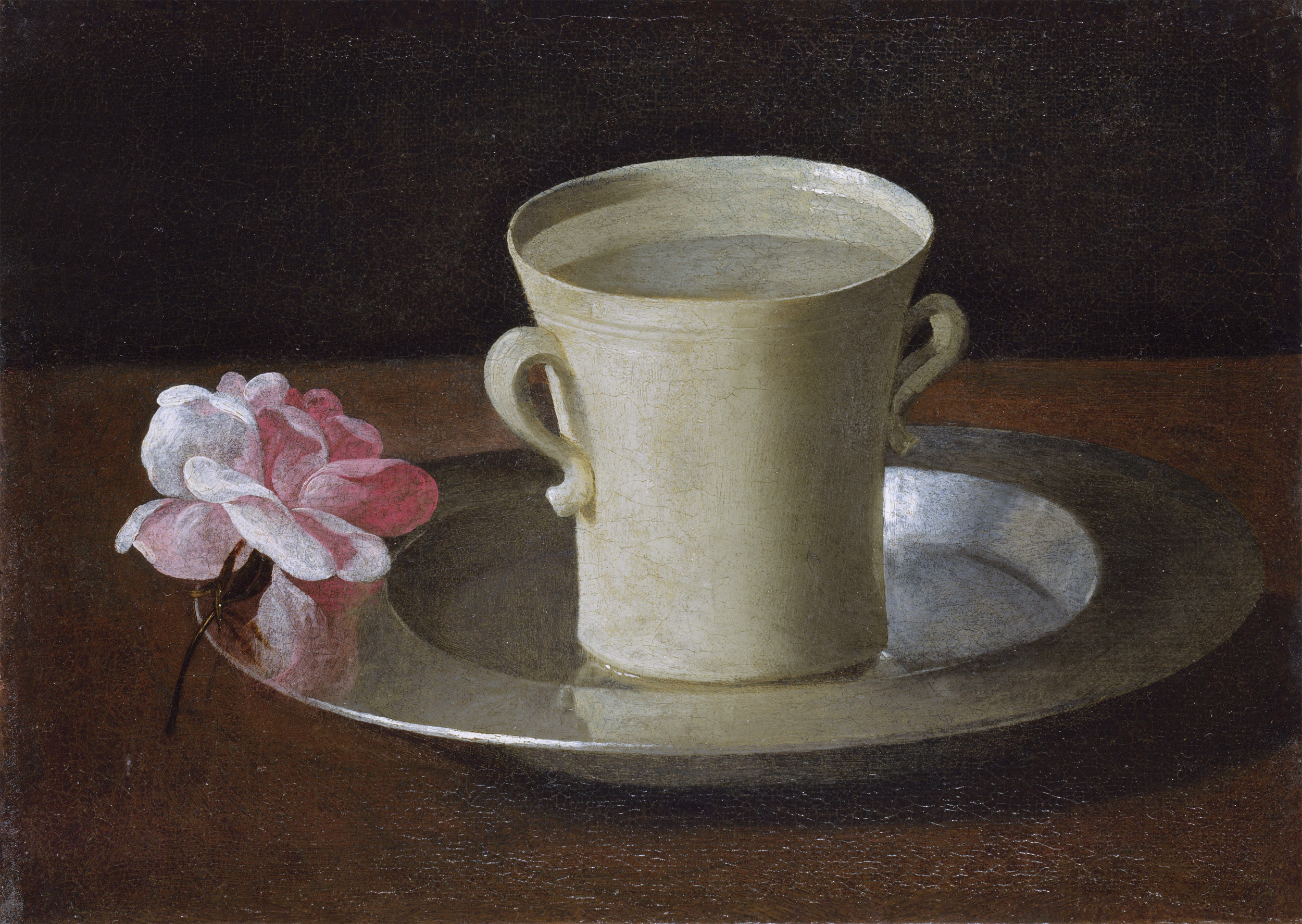
Une tasse d'eau et une rose sur un plateau d'argent Vers 1630 (21 × 30 cm) National Gallery, Londres.
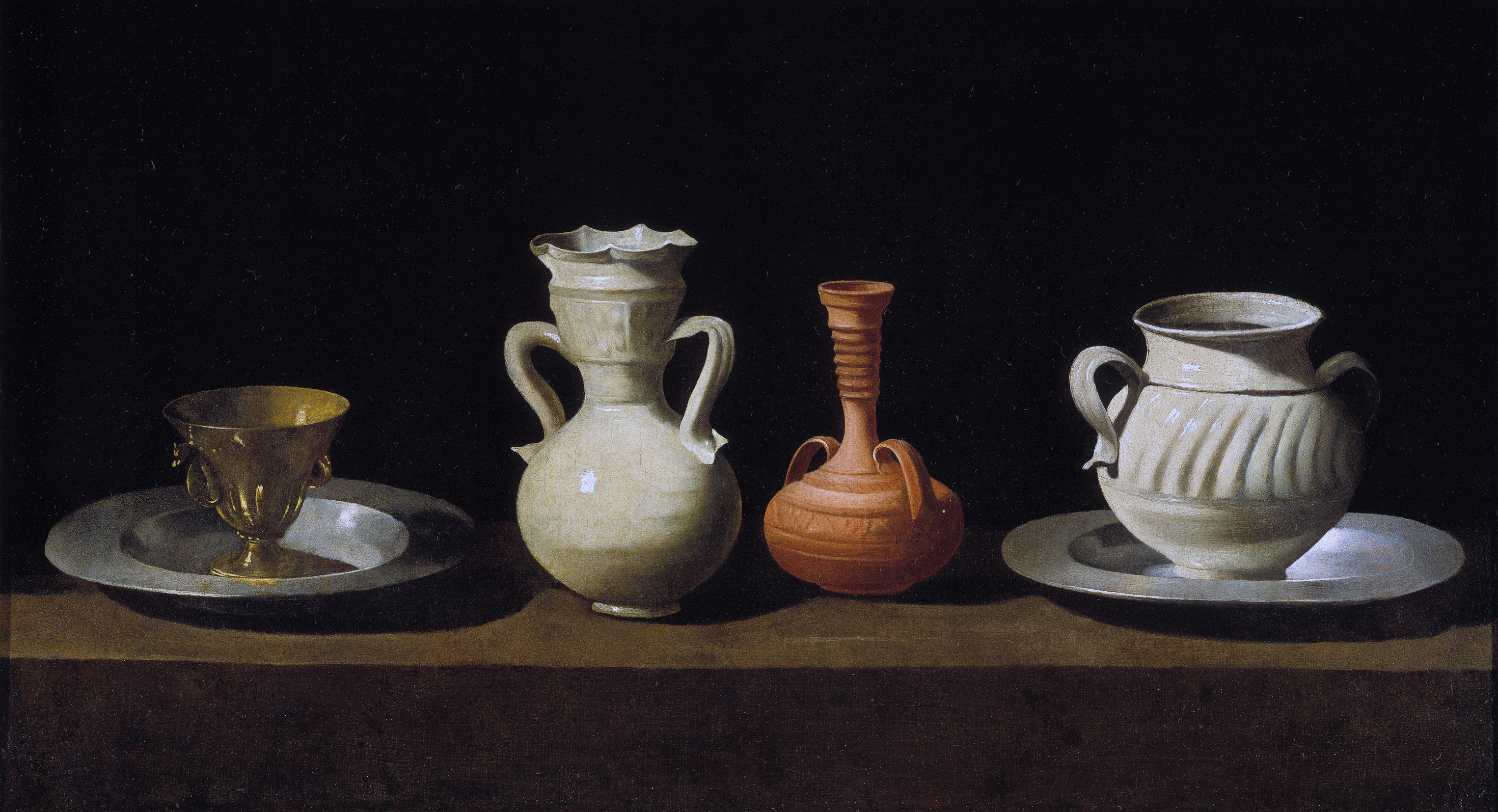
Tasses et Vases Vers 1633 (46 × 84 cm) musée du Prado, Madrid.

#### L'ouvrage de la Vierge

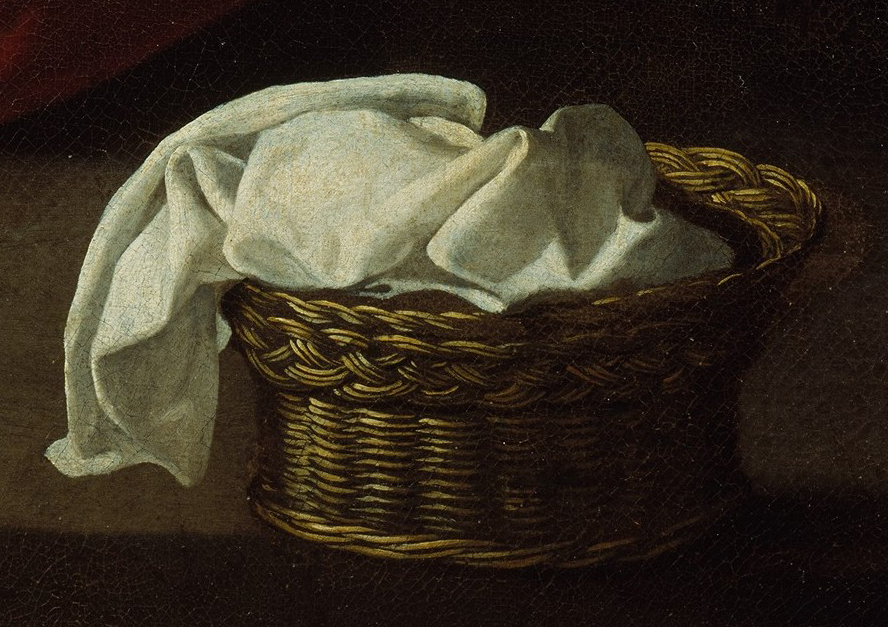
Détail de La Vierge enfant en extase
1630,
Metropolitan Museum of Art, New York.

Il excelle également dans les natures mortes où il fait preuve d'une attention respectueuse (et presque affectueuse) à l'égard d'objets modestes, mais dotés d'une valeur symbolique, au point qu'Antonió Bonet-Correa souligne que « ses natures mortes ont une densité, une plénitude si poussée que, même quand elles ne sont qu'un des éléments d'une composition, leur présence s'impose autant que la scène principale » (q.v., Encyclopædia Universalis, 1996).
« Tout au long de sa carrière, Zurbarán attache un soin particulier à la représentation des objets. Depuis la précieuse tasse avec une rose apparaissant dans ses premiers tableaux, La Guérison miraculeuse du bienheureux Regnaud d'Orléans (Séville, la Magdalena) jusqu'aux derniers fruits sur une assiette d'étain de La Vierge, l'Enfant et Saint Jean, daté de 1662 (Bilbao, musée des Beaux-Arts) » (Odile Delenda, Catalogue de l'exposition Zurbarán de 1988, p. 171).
« La mise en évidence de ces natures mortes dans des scènes religieuses est interprétée comme celle des symboles accusant les qualités des personnages : ainsi le panier à ouvrage est l'emblème souvent répété du labeur de la Vierge. » (Odile Delenda, Catalogue de l'exposition Zurbarán de 1988, p. 271).
Ces paniers à ouvrage peuvent se voir dans L'Annonciation de Grenoble, La Vierge enfant en extase (New York, Metropolitan Museum of Art), L'Enfant Jésus se blessant avec la couronne d'épines dit La Maison de Nazareth (Cleveland Museum of Art).

#### La table des chartreux

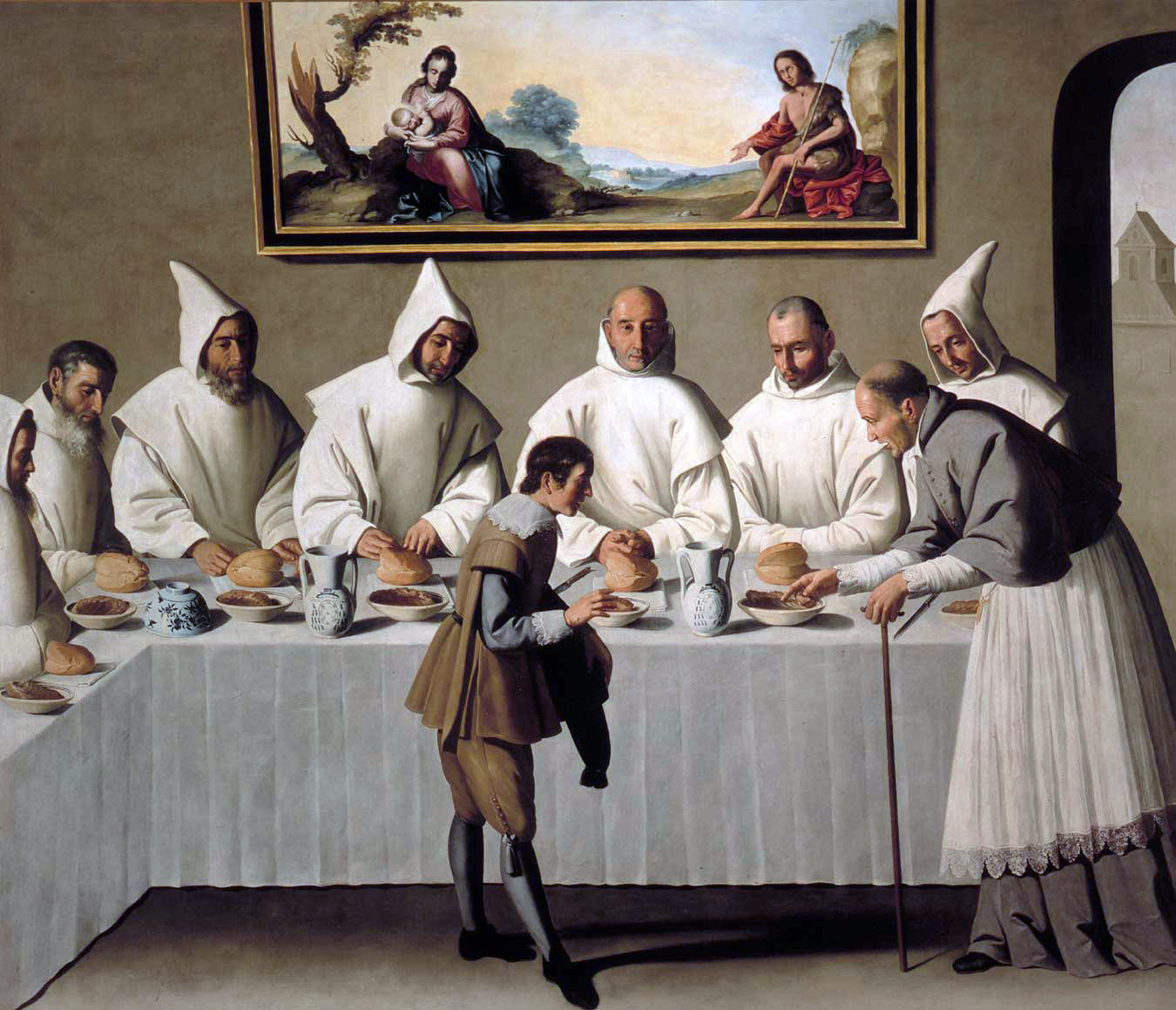
Saint Hugues au réfectoire des Chartreux
1630-1635
Musée des Beaux-Arts, Séville.

Le Saint Hugues au réfectoire des Chartreux (Séville, musée des Beaux-Arts) nous place devant une vaste nature morte. Les verticales des corps des chartreux, de saint Hugues et du page, sont coupées par une table en L, recouverte d'une nappe retombant presque à terre. Le page est au centre. Le corps voûté de l'évêque à droite et le retour de la table à gauche, ôtent tout sentiment de rigidité qui pourrait naître de cette scène austère.

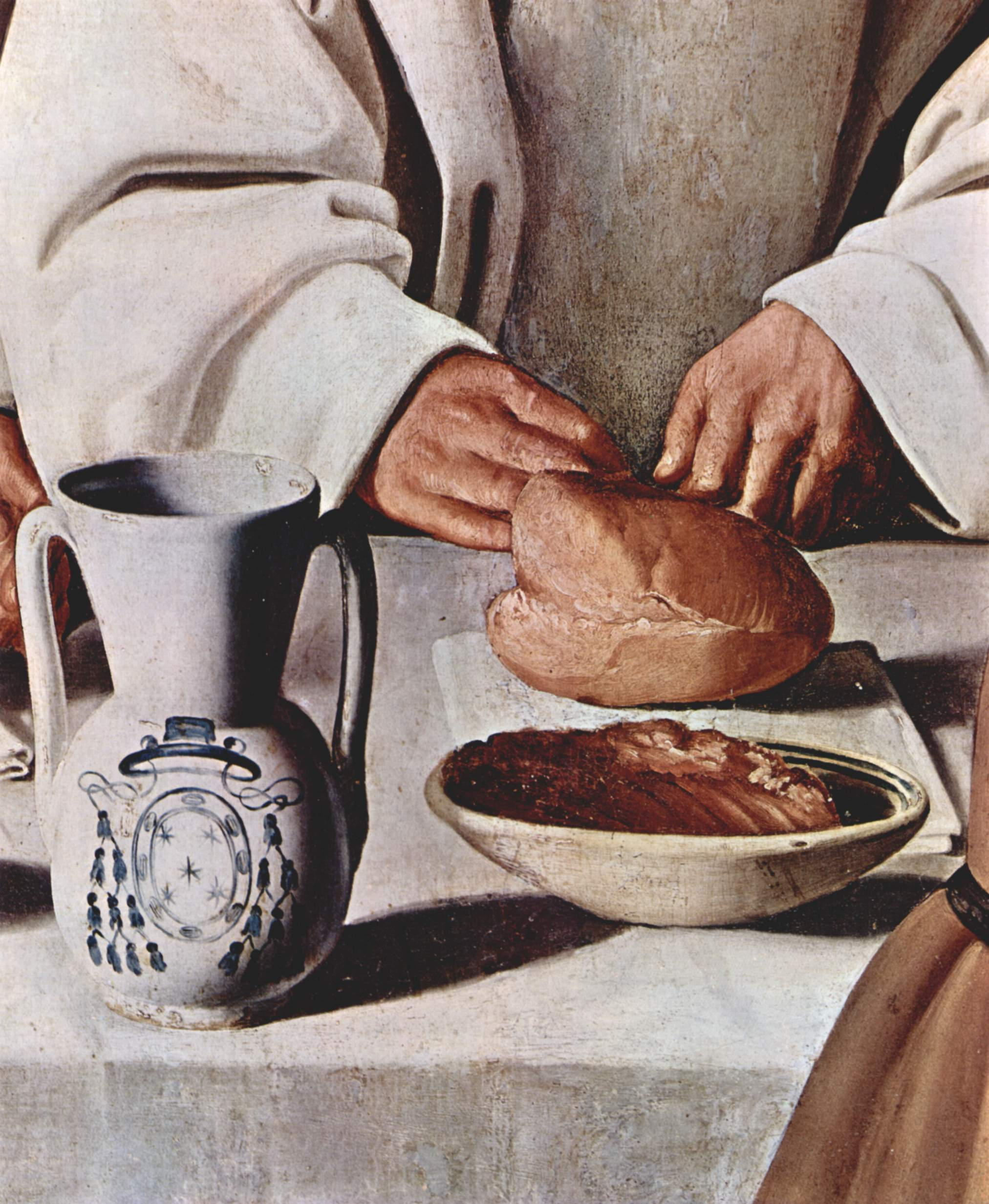
Saint Hugues au réfectoire des Chartreux, détail.

Devant chacun des chartreux sont disposés les écuelles en terre cuite contenant la viande et des morceaux de pain. Deux pichets en terre cuite, un bol retourné et deux couteaux abandonnés (ils devaient servir à couper la viande) aident à rompre une disposition qui pourrait être monotone si elle n'était déjà assouplie du fait que les objets présentent une diversité de décalages par rapport au bord de la table. L'œuvre y gagne en vie : ce sont bien des hommes qui se trouvent ici, et non des anges géomètres.

#### Le repas à Emmaüs
C'est le moment où Cléophas et son compagnon reconnaissent le Christ. Tout est fait, dans ce tableau par ailleurs très sombre, pour attirer l'attention sur le repas symbolique. Sur la nappe très blanche, les objets (deux assiettes, un pichet, un morceau de pain) sont presque alignés, comme dans le repas des Chartreux — procédé dont use Zurbarán pour souligner le caractère hiératique d'une scène. Mais la tache, plus blanche encore que la nappe, de la mie du pain que vient de rompre le Christ attire le regard. Jésus s'efface dans l'ombre ; son corps ressuscité, qui n'a de réalité que pour ses contemporains, laisse place à l'universel et intemporel effet de la transsubstantiation. Sur le tableau, les objets de la nature morte tirent leur intensité de ton de cet éclat qui relègue la lumière d'ambiance venant de la gauche.

## Conclusion

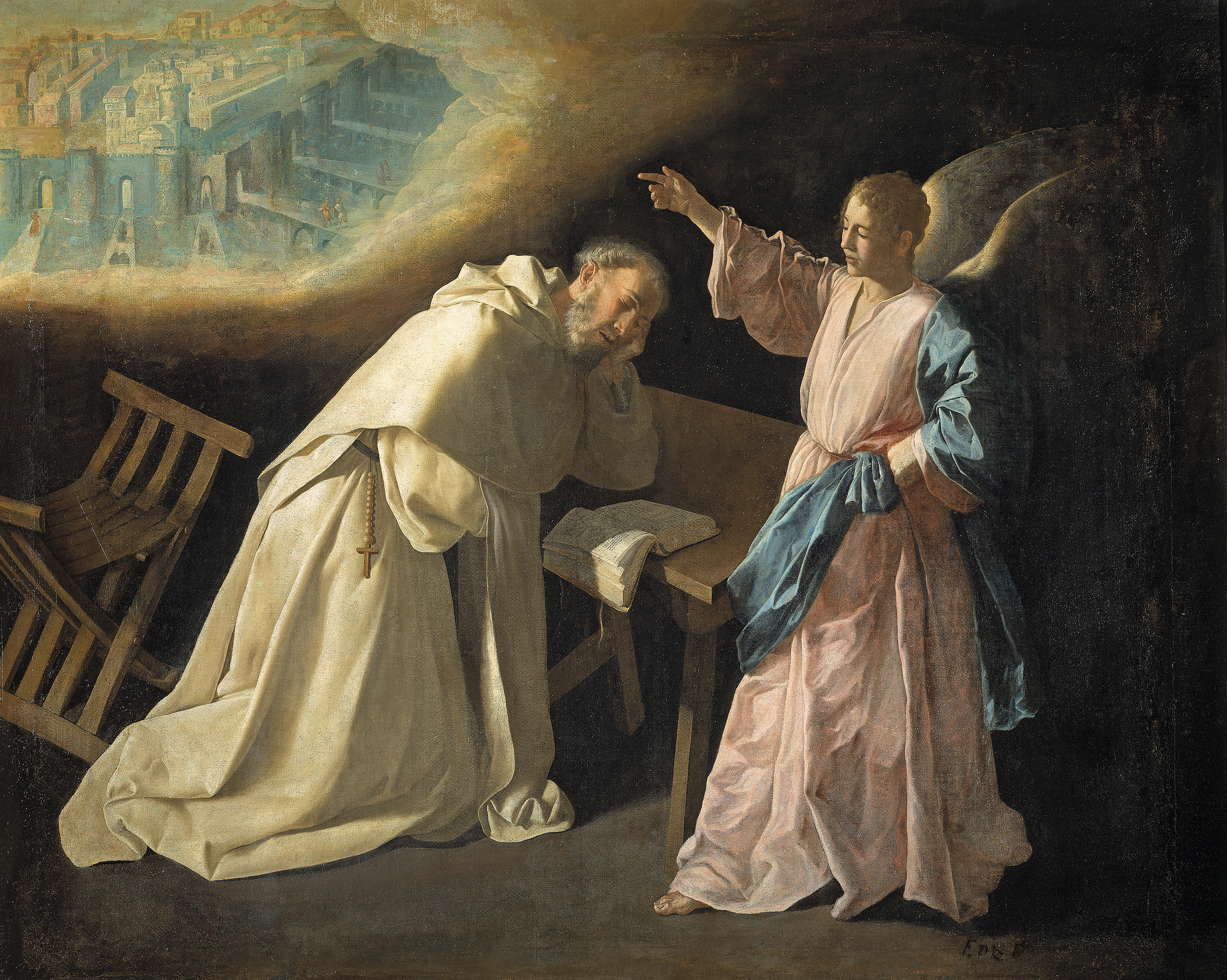
La Vision de saint Pierre Nolasque (1629).

Zurbarán fut célèbre avant trente ans, surtout grâce au cycle de la Merced Calzada, dont Alonso Cano, maître peintre depuis 1626, avait refusé la commande.
Il est resté très prisé après sa mort, et sa renommée dépassait largement les frontières de l'Espagne. Le frère aîné de Napoléon, l'impopulaire Joseph Bonaparte, celui que les Espagnols appelaient au mieux « le roi intrus » ou au pire « Pepe Botellas », a fait envoyer à Paris, pour le musée Napoléon, nombre d'œuvres majeures de Zurbarán. Plusieurs généraux d'Empire, et le maréchal Soult, ont puisé dans les tableaux rassemblés à Séville après la fermeture des couvents d'hommes.

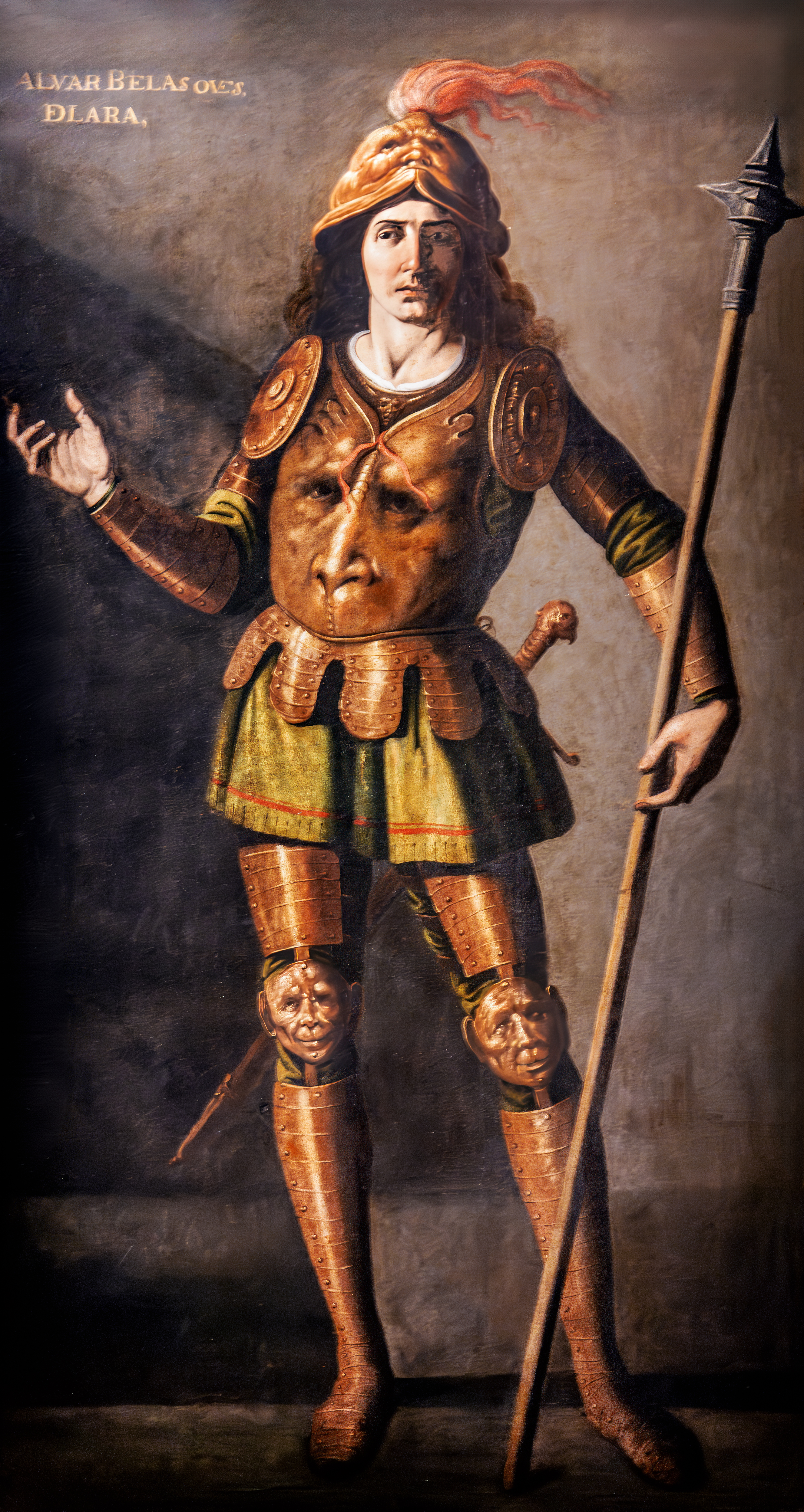
Portrait d'Alvar Belasquez de Lara- Musée Goya.

Mais pourquoi Zurbarán ? Plutôt que l'avidité des nouveaux riches, ne pourrait-on évoquer « chez les hommes en général sortis du peuple et sans culture artistique, une attirance spontanée vers cette peinture simple, chaleureuse et directe, et qui pouvait réveiller chez quelques-uns des principaux amateurs, le maréchal Soult, le général d'Armagnac, certains souvenirs de leur enfance languedocienne ou gasconne » ? (Paul Guinard, Trésors de la peinture espagnole, Paris, musée des Arts décoratifs, 1963).
De 1835 à 1837, Louis-Philippe envoie en Espagne le baron Isidore Taylor, commissaire toyal du Théâtre-Français, pour y réunir une collection d'œuvres, dispersée par la suite. Représenté par 121 numéros, Zurbarán fut cependant moins apprécié que Murillo. On ne le jugeait que d'un point de vue romantique, et l'on voyait surtout en lui le « Caravage espagnol », peintre des moines. C'est le Saint François à genoux avec une tête de mort qui retenait l'attention.

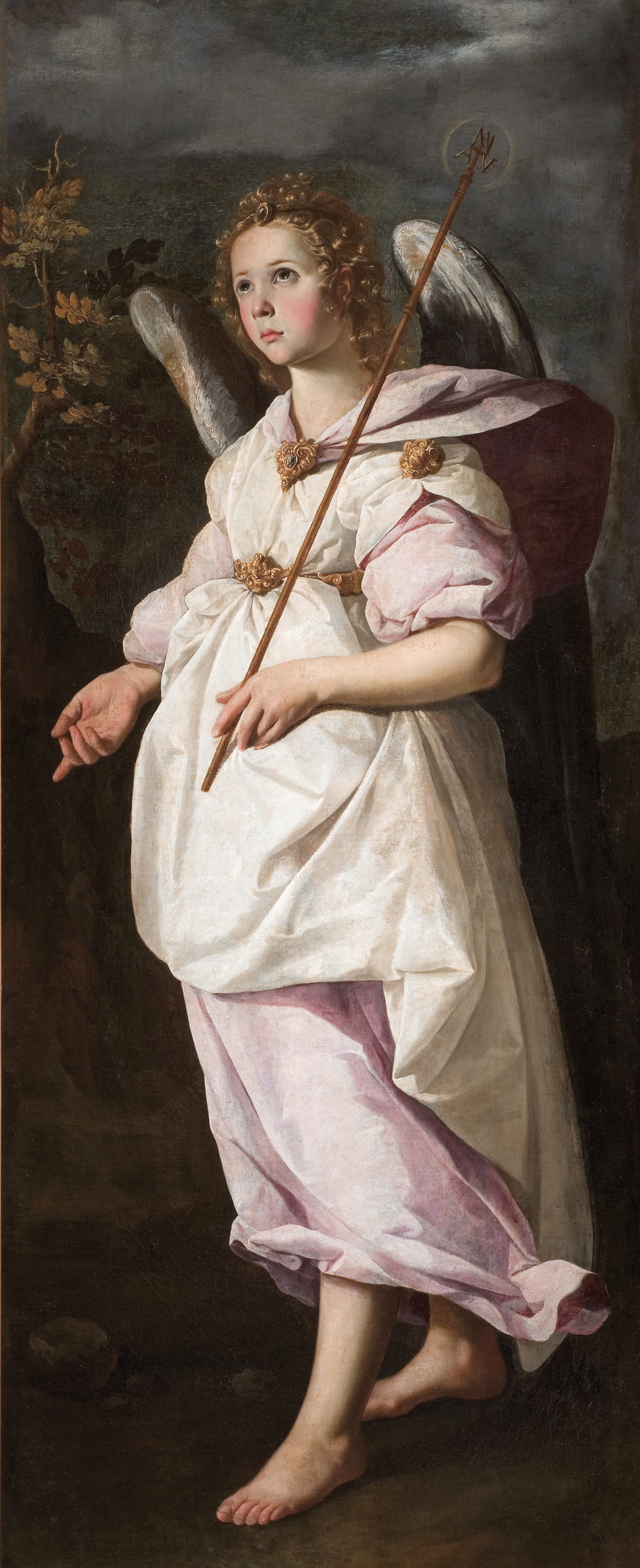
L'Ange Gabriel, vers 1631-1632, Montpellier, musée Fabre.

« Moines de Zurbaran, blancs chartreux qui, dans l'ombre,
Glissez silencieux sur les dalles des morts,
Murmurant des Pater et des Ave sans nombre,
Quel crime expiez-vous par de si grands remords?
Fantômes tonsurés, bourreaux à face blême,
Pour le traiter ainsi, qu'a donc fait votre corps ? »

— Théophile Gautier dans son recueil España de 1845.
Et, curieusement, ce Zurbarán, peintre ténébreux à la foi tourmentée, est aussi celui d'Élie Faure :

« La stérilité de l'Espagne est dans ces cloîtres sépulcraux où la méditation s'exerce sur des têtes de morts et des livres recouverts de peau. Les robes grises ou blanches tombent droit comme des suaires. Autour, les voûtes sont épaisses, les dalles froides, le jour mort. À peine çà et là un tapis rouge, un ruban bleu animent cette aridité. La volupté de peindre se révèle dans le pain dur, les racines crues du repas pris en silence, une main, la face de terre d'un cadavre, un drap mortuaire gris d'argent. Mais ces visages spectraux, ces vêtements mats, ce bois dépouillé, ces os nus, ces croix d'ébène où pas un reflet ne tremble, ces livres jaunes à tranche rouge rangés et nets comme les heures qui découpent la vie en exercices mornes jusqu'au dernier moment, prennent l'aspect d'une architecture implacable que la foi même impose à la plastique en lui interdisant tout ce qui n'est pas une ligne rigide, une surface nue, un volume précis et dur. Un moine qui pèse si fort sur ses genoux qu'il a l'air de lever une pierre d'un sépulcre avec sa tête dressée. Ceux qui distribuent ou prennent la nourriture revêtent le besoin de vivre d'une solennité qui pénètre la nappe, les verres, les couteaux et l'aliment. Ceux qui sont sur le lit funèbre impriment à la vie qui les environne la raideur de la mort. »

— L'Art moderne, réédition de 1964, pp. 164-166

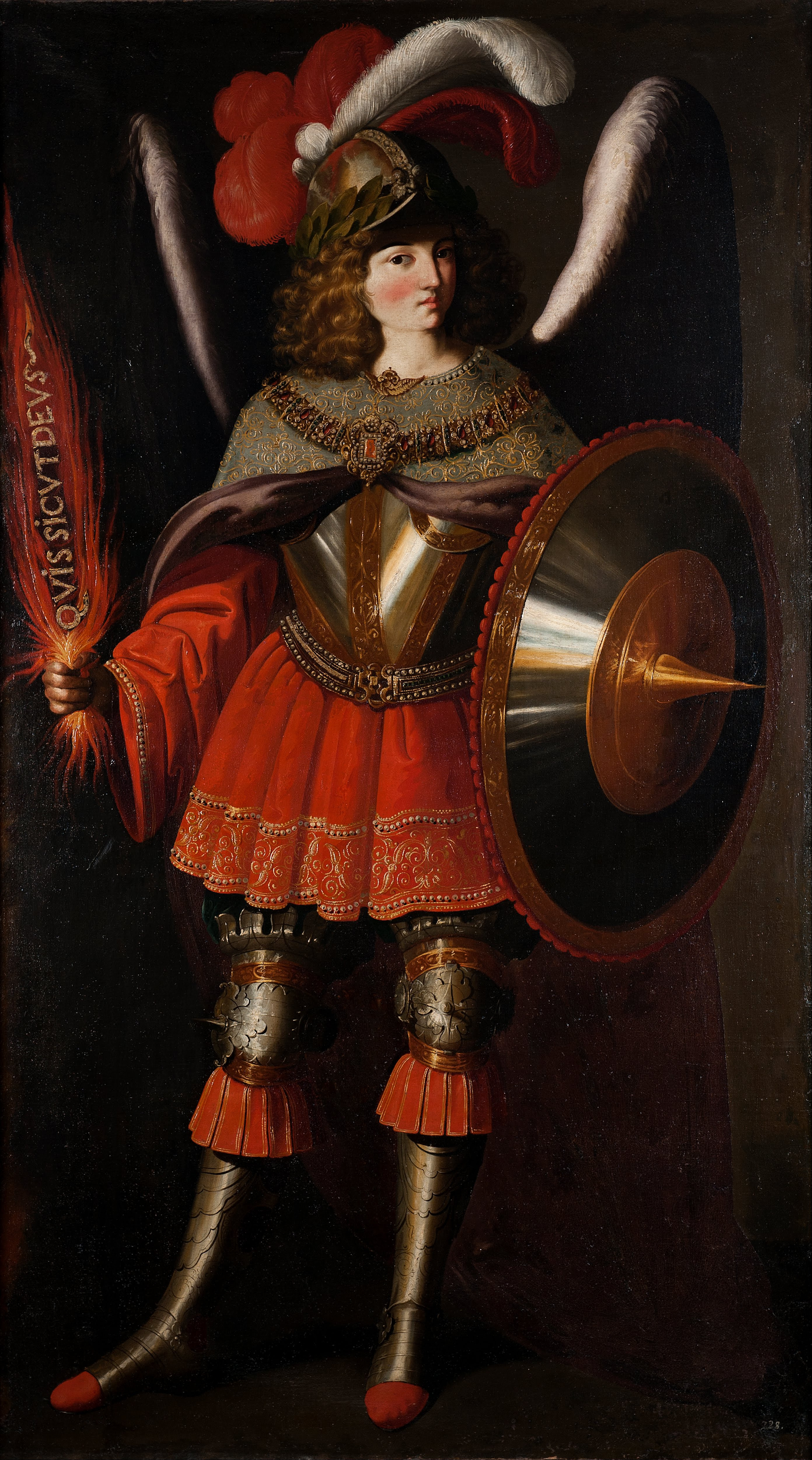
L'Archange Michel.

Il fallait bien laisser, une fois au moins, la parole à ceux qui déprécient Zurbarán. Mais reconnaissons qu'on ne saurait être plus injuste envers ce grand peintre !
Un autre regard, heureusement, se pose au XXe siècle sur le maître andalou. Oubliant l'aspect piétiste, exagérément souligné, Christian Zervos (1899-1970), qui fut directeur des Cahiers d'art, très grand connaisseur de la peinture de son temps — mais aussi de l'art grec et de l'art préhistorique —, éditeur du catalogue raisonné de l'œuvre de Picasso, reconnaît que l'on doit attribuer à Zurbarán une place prépondérante dans l'art espagnol :

« Le Greco excepté, et peut-être Velázquez, dont il est l'égal, sinon supérieur, Zurbarán dépasse tous les autres peintres espagnols. De plus son œuvre se rapproche beaucoup des tendances actuelles de la peinture. Et cependant son œuvre n'est pas connu et apprécié à sa juste mesure. (…) La caractéristique de l'œuvre de Zurbarán est d'offrir tout ce que la peinture peut offrir de vérité humaine. (…) En général, Zurbarán représente ses saints et ses moines dans la vie physique la plus concise, mais sanctifiée par de graves soucis spirituels ou le désir de s'approcher de Dieu. Il n'y a jamais chez lui de sentiment terrible. La mort elle-même n'a rien pour lui d'effroyable. »

— Cité dans le Catalogue de l'exposition de 1988, p. 53.

Zervos parle de l'actualité de la peinture de Zurbarán. En effet, si l'on regarde bien le traitement du vêtement de saint André (Budapest), du manteau de saint Joseph (La Promenade de saint Joseph et de l'Enfant Jésus, chef-d'œuvre qui se trouve dans l'église Saint-Médard de Paris), de l'habit du Bienheureux Saint Cyrille (en) (Boston), on comprend que certains parlent d'une « stylisation voulue, prémices même de l'abstraction cubiste » (Catalogue de l'exposition de 1988, p. 156). Et la nature morte des Disciples d'Emmaüs n'est-elle pas proche, dans sa rigueur, de la nature morte à la bouilloire de Cézanne (musée d'Orsay) ?

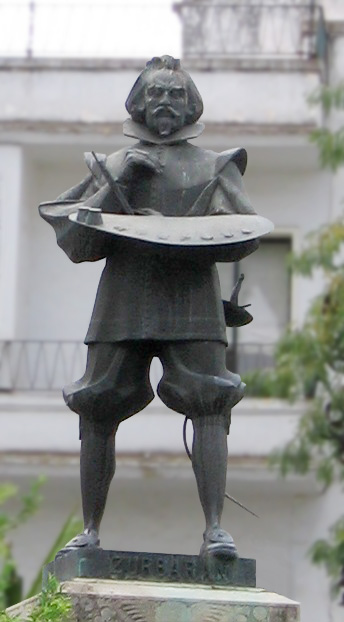
Statue de Zurbarán à Séville

Comme tous les maîtres, Zurbarán ne donne pas le sentiment d'avoir été limité par le souci de se conformer aux attentes des commanditaires. Les artistes de second ordre clament haut et fort que le génie repose sur la liberté, et qu'être libre, c'est n'obéir à personne. Navrante définition de la liberté qui condamne en fait à se faire le serviteur de ses désirs, de ses passions, voire de ses pulsions. Le faux artiste sans génie, et qui n'a pas même le courage du talent (ce qui demanderait du travail) pense que le public est tenu de s'agenouiller devant les suintements débridés d'un moi hypertrophié. À cela il faut opposer le génie d'un Zurbarán dont la liberté réelle consiste à transcender les contraintes, les règles, sans les refuser, et à transformer toute exigence en une occasion de créer un chef-d'œuvre. C'est cette aptitude à asservir les règles (qui n'asservissent que les esprits médiocres) dans le cadre de la création, que l'on trouve également chez Jean Racine.
Toutefois, lorsqu'on atteint les sommets, il ne doit plus être question de hiérarchie entre les grands artistes. Pour « noter » les génies, il faudrait se croire supérieur à eux ! Le mieux que nous ayons à faire est de méditer sur les œuvres, de tenter de comprendre les problèmes qui se posaient à eux et de réfléchir sur l'écho qu'ont pu trouver leurs formes dans l'histoire de l'art. Le Greco, Zurbarán, Velazquez, Murillo ne sont pas (ou plus) en compétition : chacun à sa façon dispose le regard que nous jetons sur l'art, mais aussi sur les personnes, sur les choses. Notre monde se construit par la contemplation des œuvres.
Sur ce point, il faut laisser la parole à Yves Bottineau (Inspecteur général des musées de France, chargé du musée national du château de Versailles et de Trianon) :
Aujourd'hui, conformément à un mouvement de balance habituel dans l'histoire des arts, certains commentateurs, en privé du moins, abaissent volontiers Zurbarán par comparaison avec la poétique aisance de Murillo. Mais la peinture espagnole est si riche que l'hommage rendu à ses plus grands représentants ne doit pas prendre la forme d'un classement, sujet aux variations du goût et du jugement ; il doit emprunter les voies de la prudence éclairée et admirative. Chacun de ces « grands » mérite que l'on murmure à son sujet les vers de John Keats au début d’Endymion :

« A thing of beauty is a joy for ever : 
Its loveliness increases; it will never
Pass into nothingness… »

— Catalogue de l'exposition de 1988, p. 55

## Expositions

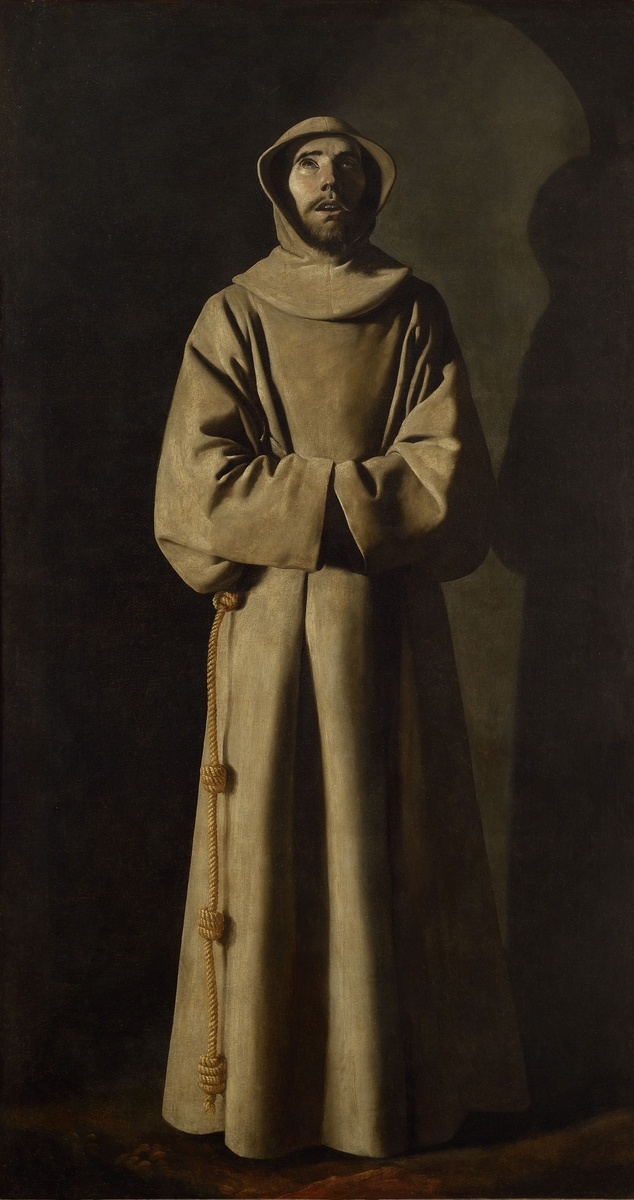
Saint François (Zurbarán), vers 1659, Musée des Beaux-Arts de Lyon.

- 1987 : Metropolitan Museum of Art, New York, du 22 septembre au 13 décembre ;
- 1988 : Grand Palais, Paris, du 14 janvier au 11 avril ;
- 2013 : Palazzo dei Diamanti, Ferrare, du 14 septembre 2013 au 6 janvier 2014 ;
- 2014 : Palais des beaux-arts de Bruxelles, Belgique (Zurbarán, du 29 janvier 2014 au 25 mai 2014), sous le haut patronage de S.M. la reine Paola[11] ;
- 2024-2025 : Musée des Beaux-Arts de Lyon (Zurbarán. Réinventer un chef-d'œuvre), du 05 décembre 2024 au 02 mars 2025[12].
- 2025 ː Musée national d'Art de Catalogne (saint François d’Assise selon la vision du pape Nicolas V), du 20 mars au 29 juin 2025[13].

### Catalogue d'exposition
- Collectif, Zurbarán : Paris, Galeries nationales du Grand Palais, Éditions de la réunion des musées nationaux, 1988, 366 p. (ISBN 978-2711821587).
- Francisco de Zurbaran (1598-1664), catalogue de l'exposition du palais des Beaux-Arts de Bruxelles (janvier-mai 2014), fonds Mercator, sous la direction d'Ignacio Cano Rivero en collaboration avec Gabriele Finaldi, 2014[14].
- Ludmila Virassamynaiken, Zurbarán - Réinventer un chef-d'œuvre, ElViso, 2024, 320 p. (ISBN 978-8412787733). Génie de la peinture, reconnu comme l'égal de son ami Diego Vélasquez, Zurbarán, surnommé le Caravage espagnol en raison de son utilisation magistrale du clair-obscur, est l'icône du siècle d'or.

### Autres références
1. ↑  O Delenda, « Zurbarán, interprète idéal de la Contre-Réforme espagnole », Revue du Louvre et des musées de France,‎ 1988.
2. ↑  Galerie Canesso, détail .
3. ↑  Si rabaisser Zurbarán au niveau de simple illustrateur de l'hagiographie à l'usage des dévots serait une erreur, il n'en est pas moins vrai que la production de son atelier n'est pas toujours égale. Dans les années 1630, des guerres coûteuses, des révoltes provinciales et de désastreuses tentatives pour redresser l'économie de l'Espagne, ont appauvri l'Espagne. Les commandes andalouses se font rares et l'atelier de Zurbarán se livre à l'exportation vers l'Amérique du Sud. On expédie par douzaines, voire par vingtaines, les douze fils de Jacob (en qui, on ne sait pourquoi, l'on voit les ancêtres des autochtones), les douze Césars, et des théories de saints et de fondateurs d'ordres. Les clients ne sont pas des esthètes… et de toute façon ils sont loin !.
4. ↑  Catalogue de l'exposition Zurbarán au palais des Beaux-Arts de Bruxelles (janvier-mai 2014), p. 196.
5. ↑  D'après M.L. Caturla (spécialiste de Zurbarán, rédactrice du catalogue de l'Exposition Zurbarán de 1964 à Madrid) dans Caturla (voir la bibliographie) : Francisco de Zurbarán fait dresser son testament devant notaire le 26 août 1664. Il meurt le lendemain, 27 août 1664.
6. ↑  Saint André est l'une des deux premières personnes (l'autre étant Jean l'Évangéliste), qui ne se nomme pas dans le texte) à qui saint Jean-Baptiste montre Jésus. André amène son frère Simon auprès de Jésus, qui lui dit « Tu t'appelleras Képhas (Pierre) » (Jean I, 35-42). Rédigé par le premier évêque de Babylone, le récit du martyre de saint André, contesté par les protestants, est reconnu comme authentique par les théologiens de la Contre-Réforme, ce qui explique son importance dans l'iconographie du Siècle d'or espagnol.
7. ↑  Notice.
8. ↑  Odile Delenda, Catalogue de l'exposition Zurbarán, 1988, p. 275.
9. ↑  (en) Fiche descriptive du Norton Simon Museum.
10. ↑  Les sept premiers chartreux, dont saint Bruno, étaient nourris par saint Hugues, alors évêque de Grenoble. Un jour, ce dernier leur fait parvenir de la viande. Les moines se demandent s'ils vont contrevenir à leur règle en acceptant d'en manger. Au cours de leur discussion, ils tombent dans un sommeil extatique. Quarante-cinq jours plus tard, saint Hugues les fait prévenir qu'il vient les voir. Son messager revient et lui dit que les chartreux sont attablés devant de la viande. Scandale : on est en plein carême. Saint Hugues se rend au monastère et constate l'infraction. Comme les moines se réveillent, il demande à saint Bruno s'il sait la date liturgique du jour. Ce dernier lui donne une date de quarante-cinq jours antérieure et explique l'objet de leur débat. Saint Hugues se penche alors vers les assiettes et voit la viande se transformer en cendre. Les moines décident que la règle interdisant de manger de la viande ne souffrira pas d'exception.
11. ↑  Exposition Francisco de Zurbaran. Maître de l'âge d'or espagnol - BOZAR, Bruxelles.
12. ↑  Zurbarán. Réinventer un chef-d’œuvre.
13. ↑  Zurbarán (à propos) Naturel.
14. ↑  Catalogue d'exposition Francisco de Zurbaran (1598-1664).